# Castelo de Windsor
O Castelo de Windsor é uma residência real localizada na cidade de Windsor em Berkshire, Inglaterra, Reino Unido. A edificação é notável por sua longa associação com as famílias reais inglesa e britânica e também por sua arquitetura. O castelo original foi construído no século XI, após a conquista normanda da Inglaterra por Guilherme I. Ele é usado pelos monarcas desde o reinado de Henrique I e é o castelo há mais tempo habitado de toda a Europa. Seus luxuosos Apartamentos de Estado do início do século XIX são arquiteturalmente significantes, descritos pelo historiador Hugh Roberts como "uma sequência soberba e inigualável de quartos amplamente considerados como a expressão mais completa do posterior gosto jorgiano". O castelo também conta com a Capela de São Jorge do século XV, considerada por historiadores como "uma das realizações supremas da arquitetura perpendicular gótica inglesa". Mais de quinhentas pessoas vivem e trabalham no Castelo de Windsor.
Originalmente projetado para proteger a dominação normanda nos arredores de Londres, além de vigiar uma parte estrategicamente importante do rio Tâmisa, o Castelo de Windsor foi construído como um castelo de mota, com três alas cercando uma colina central. Ele foi gradualmente substituído por fortificações de pedra e aguentou um longo cerco durante a Primeira Guerra dos Barões no início do século XIII. Henrique III construiu um palácio luxuoso dentro do castelo durante a metade do século, com Eduardo III indo além e reconstruindo a fortificação para produzir um conjunto ainda mais grandioso de edifícios que se tornariam "o mais caro projeto de construção secular em toda Idade Média na Inglaterra". A maior parte do projeto de Eduardo durou até o período Tudor, quando Henrique VIII e Isabel I passaram usar o castelo cada vez mais como uma corte real e o centro do entretenimento diplomático.
O Castelo de Windsor sobreviveu ao tumultuado período da Guerra Civil Inglesa, quando foi usado como quartel-general militar para as forças parlamentares e como cativeiro de Carlos I. Durante a restauração inglesa, Carlos II reconstruiu grande parte da edificação com a ajuda do arquiteto Hugh May, criando um conjunto de extravagantes interiores no estilo barroco que até hoje são admirados. Jorge III e Jorge IV renovaram e reconstruíram o palácio de Carlos II após um período de negligência no século XVIII, produzindo a um custo colossal os atuais projetos dos Apartamentos de Estado, repletos de móveis nos estilos rococó, gótico e barroco. Vitória fez pequenas mudanças no castelo, que se transformou no centro do entretenimento real durante grande parte de seu reinado. O Castelo de Windsor foi usado como refúgio da família real durante os bombardeios da Segunda Guerra Mundial e sobreviveu a um incêndio em 1992. Ele é atualmente um ponto turístico popular e sede de várias visitas de estado.

## Arquitetura

O Castelo de Windsor ocupa um enorme terreno de mais de cinco hectares e combina as características de fortificação, palácio e cidade pequena. O castelo de hoje foi criado durante uma sequência de projetos de construção, culminando em um trabalho de reconstrução depois do incêndio de 1992. É em sua essência um projeto jorgiano e vitoriano baseado em uma estrutura medieval, com características góticas reinventadas em um estilo moderno. A arquitetura do castelo tem tentado desde o século XIV produzir uma reinterpretação contemporânea das antigas tradições e modas, imitando repetidas vezes estilos ultrapassados e antiquados. Como resultado, o arquiteto sir William Whitfield salientou que a arquitetura do Castelo de Windsor possui "uma certa qualidade ficcional", com os desenhos gótico e pitoresco gerando "uma sensação que uma interpretação teatral está sendo colocada aqui" apesar de tentativas do final do século XX de expor mais das estruturas antigas para aumentar a sensação de autenticidade. Mesmo que haja algumas críticas, sua arquitetura e história lhe dão um "lugar entre os maiores palácios europeus".

### Ala Central
No centro do Castelo de Windsor está a Ala Central, um colherão formado ao redor de uma mota no centro da ala. A mota tem 15 m de altura e é feita de giz originalmente escavado de um fosso ali perto. A fortaleza no topo da mota, chamada de Torre Redonda, é baseada na fortificação original do século XII, ampliada para cima em 30 m no início do século XIX pelo arquiteto Jeffry Wyatville a fim de produzir uma altura e silhueta mais imponente. O interior da Torre Redonda foi reformado em 1991–93 para dar mais espaço para a Royal Collection, com uma sala adicional sendo construída no espaço deixado pela expansão oca feita por Wyatville. A torre na realidade não é cilíndrica, mas sim epitrocoide devido a forma da estrutura e a mota embaixo. A altura atual foi criticada como sendo desproporcional para sua largura; por exemplo, o arquiteto Tim Tatton-Brown a descreveu como uma mutilação da antiga estrutura medieval.
A entrada leste da Ala Central está agora aberta, com os portões levando para o norte a partir da ala até o Terraço Norte. A saída oeste é protegida pelo Portão Normando. O portão, que apesar de seu nome data do século XIV, é bem abobadado e decorado com entalhes, incluindo máscaras de leões medievais, símbolos tradicionais de majestade, para formar uma impressionante entrada para a Ala Superior. Wyatville redesenhou o exterior e seu interior foi convertido no século XIX para uso residencial.

### Ala Superior

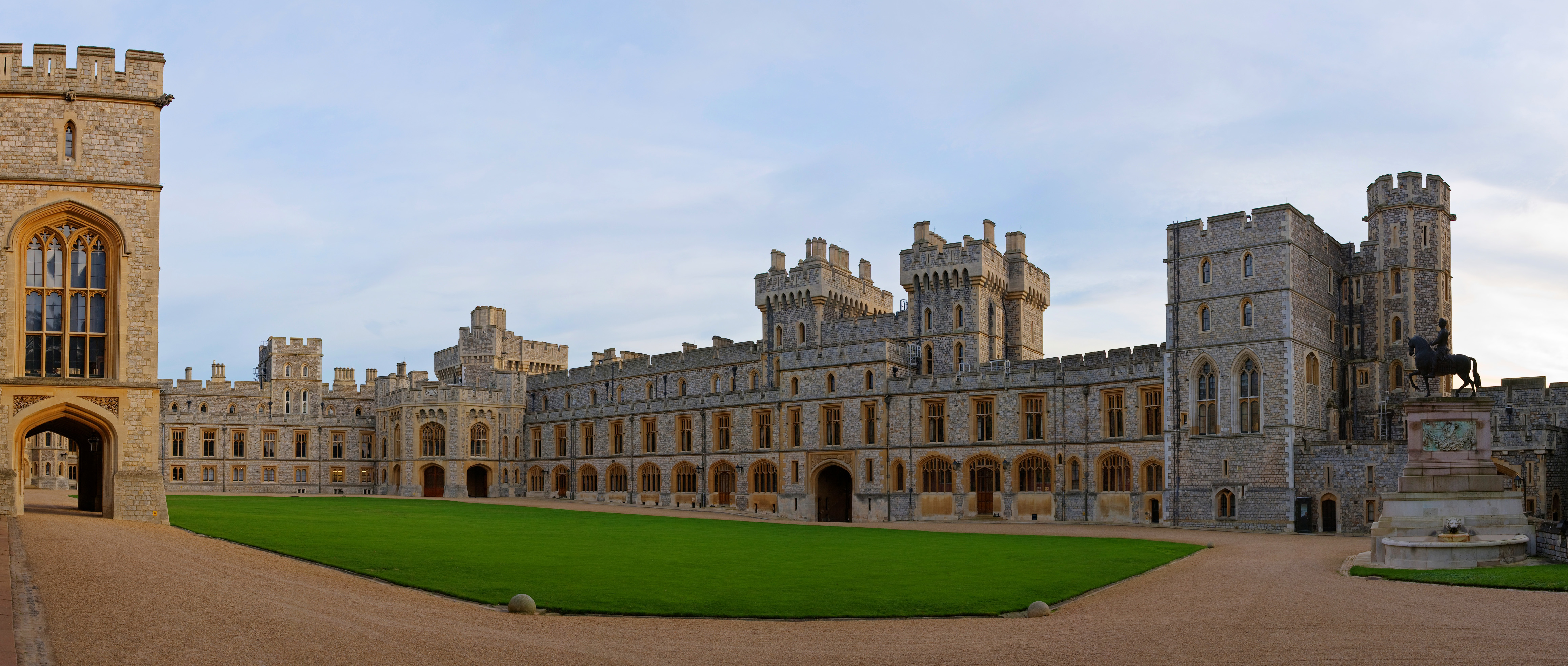
A Ala Sul e Ala Superior; a entrada oficial dos Apartamentos de Estado está na esquerda.

A Ala Superior do Castelo de Windsor é formada por vários grandes edifícios cercados pela muralha de colherão superior, formando um quadrilátero central. Os Apartamentos de Estado estão ao longo do lado norte da ala, com outros prédios ao longo da muralha oeste, com o lado sudoeste sendo ocupado pela Torre de Eduardo III e no sul pelos apartamentos reais de Jorge IV. A mota da Torre Redonda forma o canto oeste da ala. Uma estátua em bronze de Carlos II a cavalo fica do lado da Torre Redonda. Inspirada pela estátua de Carlos I em Londres esculpida por Hubert Le Sueur, a estátua foi esculpida em 1679 por Josias Ibach, com o pedestal de mármore contendo entalhes de Grinling Gibbons. A Ala Superior é adjacente ao Terraço Norte, que tem vista para o rio Tâmisa, e ao Terraço Leste, com vista para os jardins; ambos os terraços foram construídos por Hugh May no século XVII.
A Ala Superior foi tradicionalmente julgada como sendo "para todos os efeitos uma criação do século XIX ... a imagem que o início do século XIX tinha de como um castelo deveria ser", resultado de extensas modificações realizadas por Wyatville sob Jorge IV. As muralhas da Ala Superior são feitas de pedra no interior e tijolos normais, com detalhes góticos em pedras de Bath amarelas. Os edifícios da Ala Superior são caracterizados pelo uso de pequenos pedaços de pederneira na argamassa, originalmente  colocados no castelo durante o século XVII para dar uma aparência semelhante às alvenarias de diferentes períodos. A vista desta ala foi projetada para ser dramática quando vista de longe ou em silhueta contra o horizonte, uma imagem de ameias e torres altas influenciadas pelo movimento pitoresco do século XVIII. Trabalhos arqueológicos e de restauração depois do incêndio de 1992 mostraram até que ponto a estrutura atual representa o restante dos elementos dos trabalhos originais do século XII, apresentados dentro do contexto da remodelação final de Wyatville.

#### Apartamentos de Estado

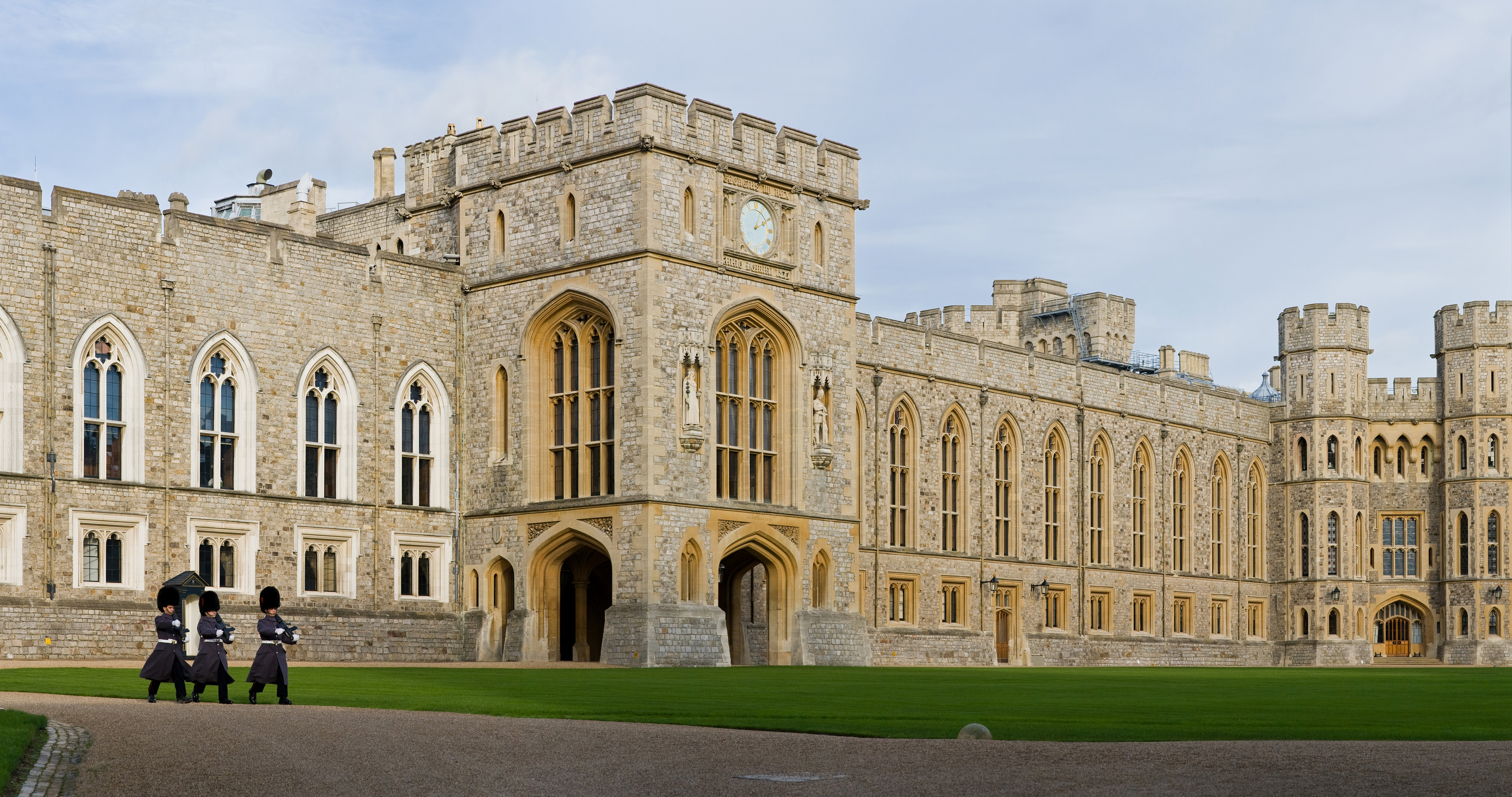
Os Apartamentos de Estado na Ala Superior. Da esquerda para direita: a Entrada Oficial, a o Salão de São Jorge e a Entrada dos Convidados.

Os Apartamentos de Estado formam a maior parte da Ala Superior e estão ao longo do lado norte do quadrângulo. O prédio moderno segue as fundações medievais colocadas por Eduardo III, com o andar térreo sendo formado por porões e câmaras e o mais grandioso primeiro andar formando a parte principal do palácio. No primeiro andar, o desenho do canto oeste dos Apartamentos de Estado é principalmente obra do arquiteto Hugh May, enquanto a estrutura do lado leste representa os planos de Jeffry Wyatville. Os interiores foram em sua maior parte projetados por Wyatville no início do século XIX. Ele tinha a intenção que cada aposento ilustrasse um estilo particular arquitetônico e que combinasse com móveis e obras de arte do período.
O conceito de Wyatville continua a dominar os apartamentos até hoje, apesar de algumas alterações com o passar dos anos. Aposentos diferentes seguem os estilos clássico, gótico e rococó, juntos com elementos jacobinos em alguns lugares.Vários aposentos no canto leste do castelo foram restaurados após o incêndio de 1992, utilizando métodos de "restauração equivalente" – as salas foram restauradas para que ficassem similares a sua aparência original, mas usando materiais modernos e escondendo melhoramentos estruturais. Esses aposentos também foram ao mesmo tempo parcialmente redesenhados para corresponder mais de perto ao gosto moderno. O historiador de arte Hugh Roberts elogiou os Apartamentos de Estado como "uma sequência soberba e inigualável de quartos amplamente considerados como a expressão mais completa do posterior gosto jorgiano" Outros, como o arquiteto Robin Nicolson e o crítico Hugh Pearman, os descreveram como "brandos" e "nitidamente maçantes".

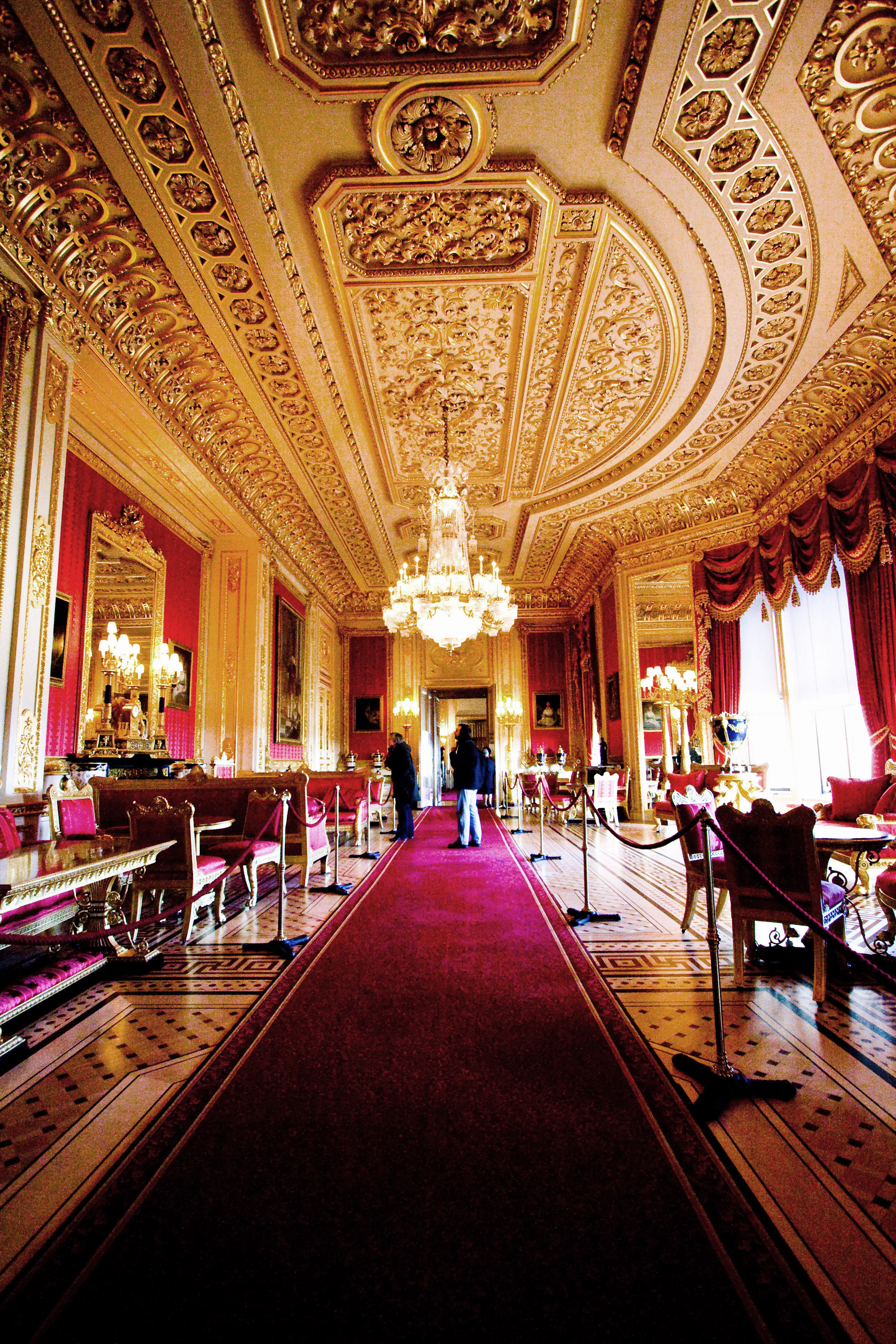
A Sala de Desenhos Carmesim em 2007, reforma pós-incêndio de 1992.

As obras mais famosas de Wyatville são os aposentos no estilo rococó. Essas salas pegam os aspectos fluidos e lúdicos do movimento artístico, incluindo muitas peças originais de decoração de Luís XV, porém os projeta em uma escala "amplamente inflada". Investigações feitas após o incêndio de 1992 mostraram que muitos dos artefatos e características rococós do castelo moderno são, ao contrário de acessórios do século XVIII transferidos da Casa Carlton ou da França, na verdade imitações do século XIX em gesso e madeira criados para se misturarem aos originais. O Grande Salão de Recepção é o projeto rococó mais proeminente, com 30 m de comprimento e 12 m de altura, ocupando o local do antigo grande salão de Eduardo III. Esse aposento, restaurado após o incêndio, inclui um enorme teto francês rococó, caracterizado pelo restaurador chefe Ian Constantinides como possuindo uma "grosseria de forma e crueza de mão ... completamente ofuscado pelo puro efeito espetacular quando você estiver a uma distância". Esse aposento é decorado com um conjunto de tapeçarias francesas Gobelins restauradas. Apesar de decorado com menos folheamentos a ouro que na década de 1820, o resultado mantém-se como "um dos melhores conjuntos de decoração da Regência". As Salas de Desenho Branca, Verde e Carmesim possuem um total de 62 troféus: painéis de madeira pintados a ouro e entalhados com ilustrações de armas e espelhos de guerra, muitos com significados maçônicos. Restaurados ou trocados após o incêndio de 1992, esses troféus são famosos por sua "vitalidade, precisão e qualidade tridimensional", tendo sido originalmente trazidos da Casa Carlton em 1826, alguns importados da França e outros entalhados por Edward Wyatt. Mesmo sendo luxuosos, os móveis suaves desses aposentos são mais modestos que os originais da década de 1820, tanto em questões de gosto moderno quanto em preço.
O projeto de Wyatville mantém três aposentos construídos originalmente por Hugh May no século XVII em parceria com o pintor Antonio Verrio e o entalhador Grinling Gibbons. A Câmara de Presença da Rainha, a Câmara de Audiências da Rainha e o Salão de Jantar do Rei são desenhados no estilo barroco e franco-italiano, caracterizados por "interiores dourados enriquecidos com murais floridos", apresentados na Inglaterra pela primeira vez entre 1648–50 na Casa Wilton. As pinturas de Verrio são "banhadas em alusões medievalistas" e imagens clássicas. Essas salas tinham a intenção de mostrar uma nova "fusão barroca" inglesa das artes até então separadas da arquitetura, pintura e escultura.

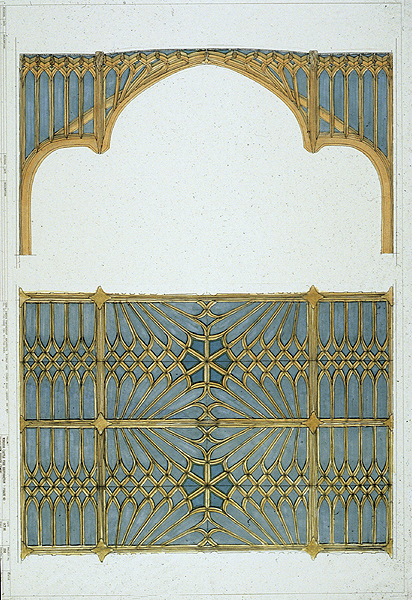
Desenho arquitetônico para a nova Capela Privada, mostrando um projeto gótico por Giles Downes.

Alguns aposentos dos Apartamentos de Estado modernos refletem um projeto do século XVIII ou vitoriano gótico. Por exemplo, o Salão de Jantar de Estado cujo desenho atual origina-se da década de 1850 mas que foi muito danificado no incêndio de 1992, foi restaurado para sua aparência da década de 1920, antes da remoção de alguns detalhes dourados nas pilastras. A Grande Escadaria de Anthony Salvin também é vitoriana gótica, indo parar em um salão com pé direito alto iluminado por uma antiga torre de lanterna abobadada do século XVIII, projetada por James Wyatt e realizada por Francis Bernasconi. A escadaria foi criticada pelo historiador John Robinson como sendo distintamente inferior em desenho para escadarias mais antigas do castelo projetadas por Wyatt e May.
Algumas partes dos Apartamentos de Estado foram completamente destruídas no incêndio de 1992, com a área sendo reconstruída em um estilo chamado "downesiano gótico", nomeado em homenagem ao arquiteto Giles Downes. O estilo compreende "da coerência despojada, legal e sistemática do modernismo costurado em uma reinterpretação da tradição gótica". Downes afirma que o estilo evita "decorações floridas", enfatizando uma estrutura gótica fluída e orgânica. Três novos aposentos foram construídos ou remodelados. O novo teto de Downes para o Salão de São Jorge é a maior estrutura de carvalho verde construída desde a Idade Média, decorada com escudos coloridos celebrando os elementos heráldicos da Ordem da Jarreteira; o projeto tenta criar uma ilusão de altura adicional através de uma marcenaria gótica ao longo do teto. O Saguão da Lanterna possuía colunas de carvalho formando um teto abobadado, imitando uma flor copo-de-leite. A nova Capela Privada é pequena e capaz de comportar apenas trinta pessoas, porém combina elementos arquitetônicos do teto do Salão de São Jorge com o Saguão da Lanterna e a estrutura de arcos em salto da capela abobadada de Henrique VIII em Hampton Court. O resultado é uma "rede rendilhada extraordinária, contínua e atentamente moldada", complementada por um vitral celebrando o incêndio, projetado por Joseph Nuttgen. A Grande Cozinha, com a claraboia exposta do século XIV junto com as lareiras, chaminés e mesas góticas de Wyatville, também é o produto da reconstrução após o incêndio.
O andar térreo dos Apartamentos de Estado mantém várias famosas características medievais. A Grande Galeria Subterrânea permanece, com 60 m de comprimento e 9 m de largura, dividida em treze baías. A galeria havia sido dividida em pequenas salas na época do incêndio de 1992; a área atualmente está aberta para formar um espaço único a fim de ecoar as galerias subterrâneas da Abadia de Fountains e da Abadia de Rievaulx, apesar do chão permanecer elevado pela conveniência do uso. A "lindamente abobadada" passagem Larderie do século XIV passa ao longo do Pátio da Cozinha e é decorada com entalhes de rosas, marcando sua construção por Eduardo III.

### Ala Inferior

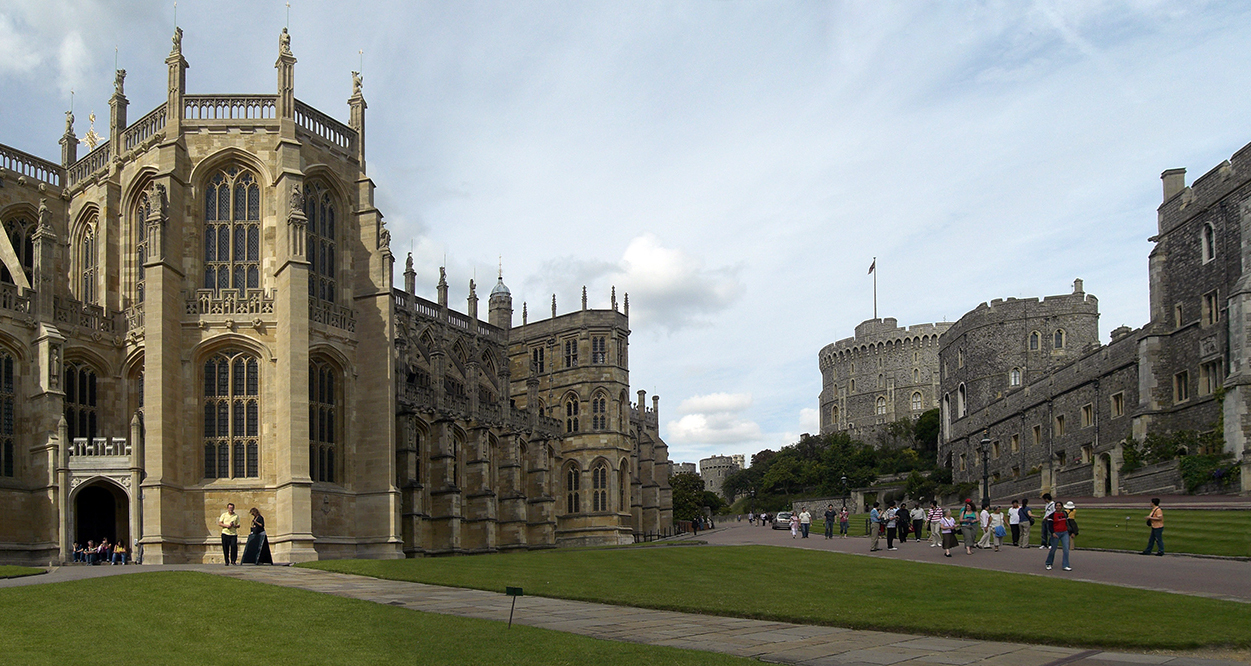
A Ala Inferior. Da esquerda para direita: Capela de São Jorge, Torre Redonda, os alojamentos dos Cavaleiros Militares e a residência do Governador dos Cavaleiros Militares.

A Ala Inferior está embaixo e ao oeste da Torre Redonda, alcançada através do Portão Normando. Originalmente em sua maior parte de projeto medieval, ela foi renovada ou reconstruída no meio do período vitoriano por Anthony Salvin e Edward Blore com a intenção de formar "uma composição consistentemente gótica". É na Ala Inferior que está a Capela de São Jorge e a maioria dos edifícios associados com a Ordem da Jarreteira.
No canto norte da Ala Inferior está a Capela de São Jorge. O enorme edifício é a sede espiritual da Ordem dos Cavaleiros da Jarreteira e data desde o final do século XV e início do XVI, projetada em um estilo perpendicular gótico. O coro feito de madeira é do século XV, tendo sido restaurado e expandido por Henry Emlyn no final do século XVIII e decorado com um conjunto único de placas de metal mostrando os brasões dos Cavaleiros da Jarreteira nos últimos seis séculos. No canto oeste, a capela tem um grande portão vitoriano e escadaria, usados em ocasiões cerimoniais. O vitral do lado leste também é vitoriano e a janela de sacada do lado norte foi construída por Henrique VIII para sua primeira esposa Catarina de Aragão. A cripta em frente do altar contém os corpos de Carlos I, Henrique VIII e sua terceira esposa Joana Seymour, com Eduardo IV estando enterrado ali perto. A capela é considerada "uma das realizações supremas da arquitetura perpendicular gótica inglesa" pelo historiador John Robinson.

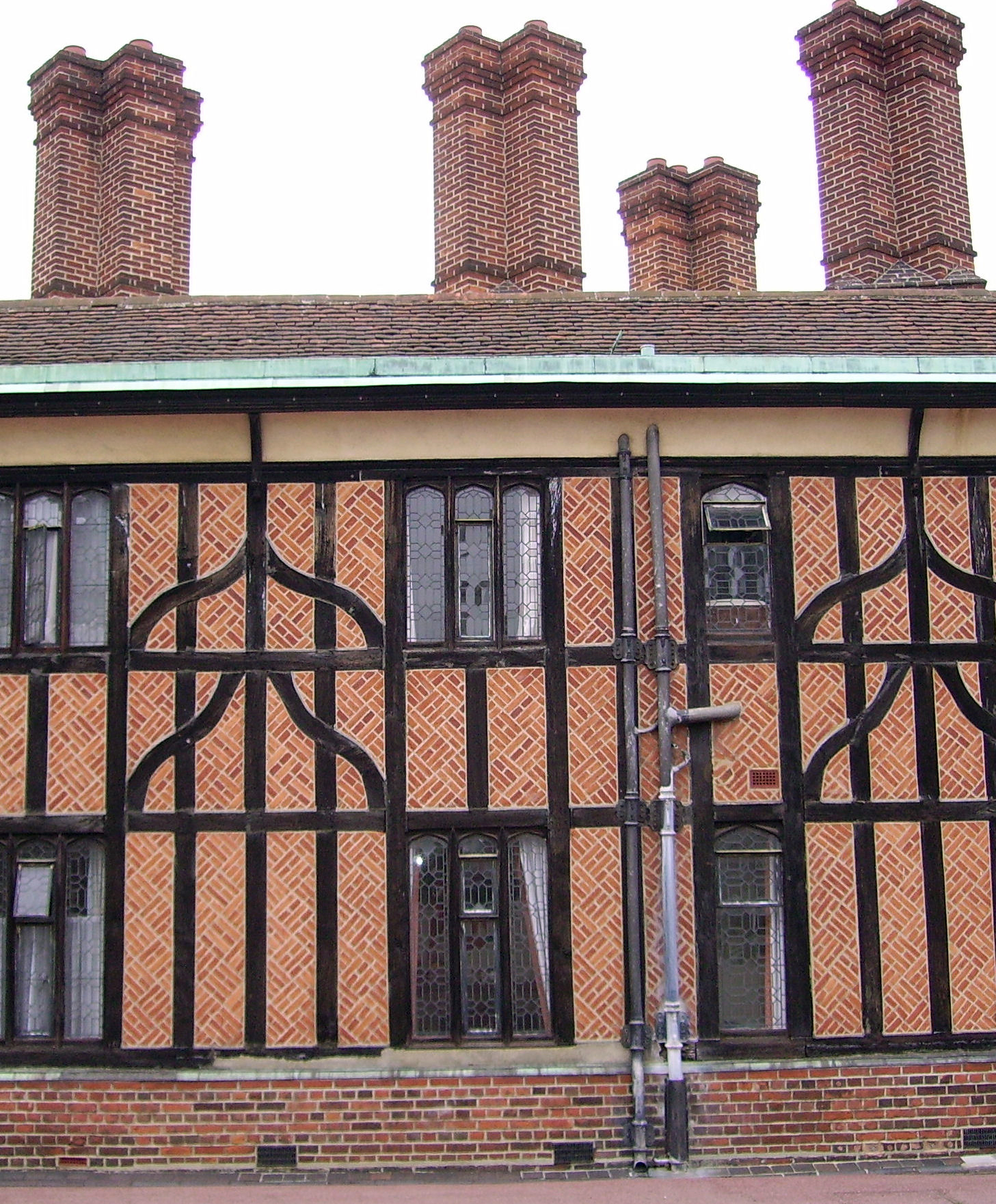
O Claustro da Ferradura, construído em 1480 e reformado no século XIX.

Ao final do lado leste da Capela de São Jorge está uma outra capela, originalmente construída por Henrique III no século XIII e depois convertida para a Capela Memorial de Alberto entre 1863 e 1873 por George Gilbert Scott. Construída para celebrar a vida do príncipe Alberto de Saxe-Coburgo-Gota, a capela ornada possui uma decoração suntuosa, trabalhos em mármore e mosaicos de vidro e bronze por Henri de Triqueti, Susan Durant, Alfred Gilbert e Antonio Salviati. A porta leste da capela é a original de 1246 e está coberta por ferrarias ornamentais.
No canto oeste da Ala Inferior está o Claustro da Ferradura, construído originalmente em 1480 perto da capela para alojar seu clero. Ele abriga o coral de vigários da capela. Afirma-se que esse edifício curvado feito de tijolo e madeira foi desenhado para se assemelhar a forma de um machinho de cavalo, um dos emblemas heráldicos usados por Eduardo IV. George Gilbert Scott restaurou boa parte do prédio em 1871 e resta pouco da construção original. Outras extensões construídas por Eduardo III ficam ao longo do claustro, possuindo de traceria de pedra perpendicular. Atualmente são utilizados como escritórios, biblioteca e alojamentos para o decano e cônegos.
Atrás do Claustro da Ferradura está a Torre de Recolher, uma das partes mais antigas da Ala Inferior e que data do século XIII. O interior da torre contém um antigo calabouço e os restos de uma passagem secreta para a fuga dos ocupantes do castelo em caso de cerco. No andar superior estão desde 1478 os sinos do castelo, além do relógio de 1689. O teto cônico ao estilo francês é uma tentativa do século XIX por Anthony Salvin para remodelar a torre da mesma maneira que a recriação de Carcassonne por Eugène Viollet-le-Duc.
Do lado oposto da Capela de São Jorge estão vários edifícios, incluindo os alojamentos dos Cavaleiros Militares e a residência de seu governador. Essas edificações se originam no século XVI e ainda são usados pelos cavaleiros, que representam a Ordem da Jarreteira todos os domingos. No canto sul da ala está o Portão de Henrique VIII, que possui o brasão de Catarina de Aragão e forma uma entrada secundária para o castelo.

### Parque e paisagem
A posição do Castelo de Windsor no alto de um morro limitou os jardins a uma escala bem pequena. Os jardins alongam-se a partir da Ala Superior por um terraço do século XX. O castelo é cercado por um extenso parque. A área imediatamente ao leste é uma criação do século XIX conhecida como Home Park. O Home Park contém dois parques e duas fazendas funcionais, junto com vários chalés ocupados por empregados e a propriedade de Frogmore. O Longo Passeio, uma avenida de árvores, corre por 5 km para o sul do castelo e tem 75 m de largura. Os ulmeiros originais do século XVII foram substituídos por castaneas e plátanos alternados. O impacto da grafiose levou a um replantio em grande escala depois de 1945.
O Home Park é adjacente no extremo norte com o Grande Parque de Windsor, que ocupa 4 800 acres e possui algumas das florestas decídua temperadas mais antigas da Europa. Ao norte do castelo no Home Park está a escola particular de St George's School, que provém os coralistas para a Capela de São Jorge. O Eton College está localizado menos de 1 km de Windsor depois do Tâmisa.

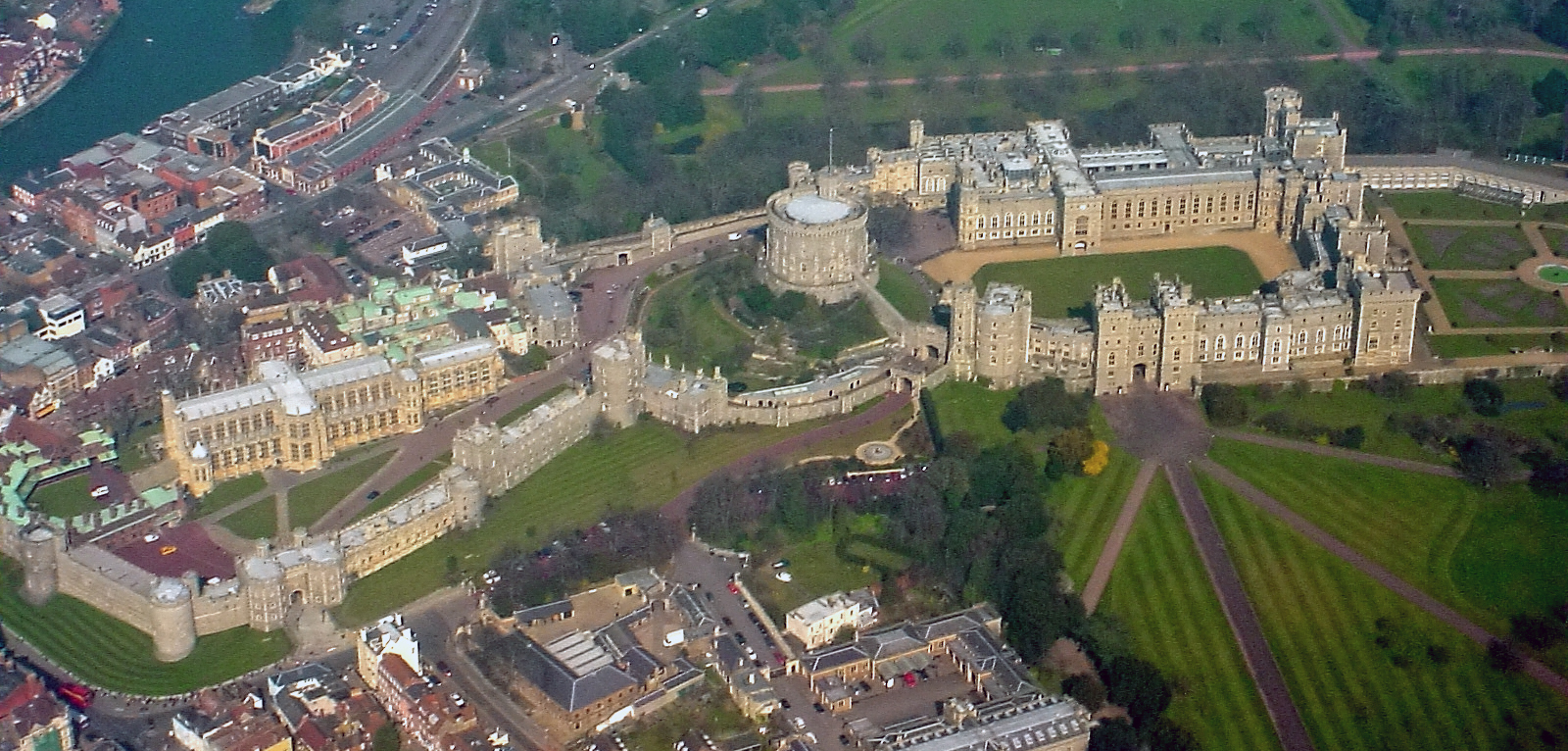
Vista aérea do castelo. Esquerda para direita: a Ala Inferior, a Ala Central e a Torre Redonda, e a Ala Superior, com o Longo Passeio no canto inferior direito. O rio Tâmisa está no canto superior esquerdo.

## História

### Séculos XI e XII

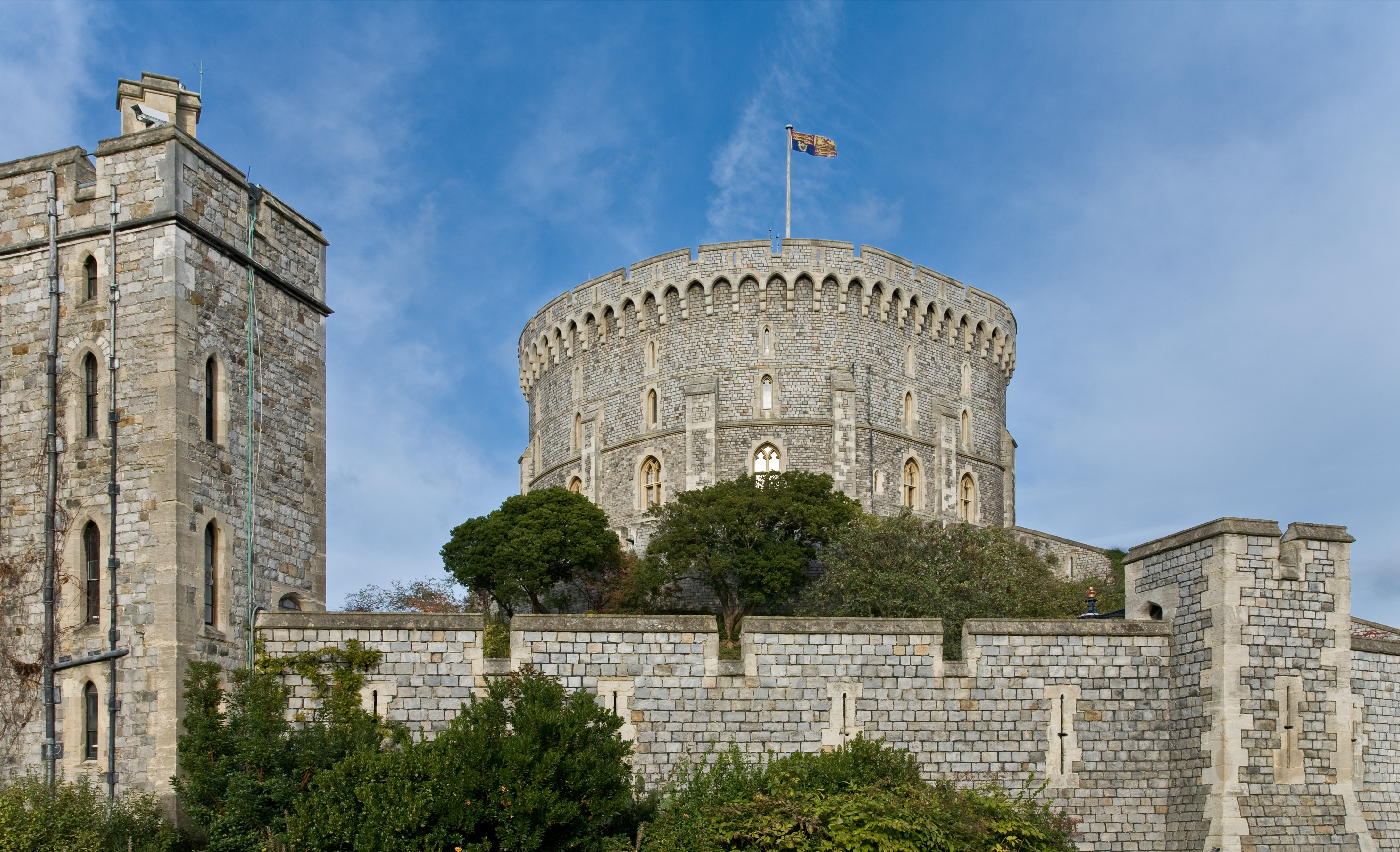
A Torre Redonda, construída por Henrique II e reformada no século XIX.

O Castelo de Windsor foi construído por Guilherme I na década seguinte a conquista normanda da Inglaterra. Ele estabeleceu um anel de defesa de castelos de mota ao redor de Londres; cada um estava a um dia de marcha – por volta de 32 km – da cidade e do castelo seguinte, permitindo reforços rápidos durante uma crise. Windsor era uma dessas fortificações e era estrategicamente importante por estar próximo tanto do rio Tâmisa, uma importante rota para Londres, quanto da Floresta de Windsor, uma reserva real de caça usada anteriormente pelos reis saxões. O assentamento próximo de Clivore, ou Clewer, era uma antiga residência saxã. O castelo inicial de madeira era formado por uma torre de menagem no alto de uma mota artificial, protegida por uma pequena muralha de colherão ocupando um penhasco de giz 30 m acima do rio. Um segundo colherão de madeira foi construído ao leste da torre, formando a posterior Ala Superior. Outro colherão foi construído ao oeste no final do século, criando o formato básico do castelo moderno. No projeto, Windsor era similar ao Castelo de Arundel, outra importante fortificação normanda, apesar do desenho de colherão duplo também ser encontrado nos castelos de Rockingham e Alnwick.
Windsor não era usada inicialmente como residência real; os primeiros reis normandos preferiam usar o antigo palácio de Eduardo, o Confessor no vilarejo de Velha Windsor. Henrique I foi o primeiro rei a usar o Castelo de Windsor como residência, celebrando o Pentecostes lá em 1100 durante um período de grande insegurança. Seu casamento com Adeliza de Lovaina, filha de Godofredo I, Conde de Lovaina, ocorreu no castelo em 1121. O castelo sofreu um colapso substancial durante esse período – evidências arqueológicas mostram que o canto sul da mota afundou em mais de 2 m. Estacas de madeira foram colocadas para apoiar a mota e a antiga torre de menagem de madeira foi substituída por uma de pedra, provavelmente tendo um portão no lado nordeste e um fosso também de pedra. Uma pequena muralha protetora foi adicionada depois.
Henrique II chegou ao trono em 1154 e realizou extensas construções em Windsor entre 1165 e 1179. Henrique substituiu a paliçada de madeira ao redor da ala superior com uma muralha de pedra intercalada por torres quadradas e construiu o primeiro Portão do Rei. A torre de menagem de pedra sofreu de um afundamento e rachaduras começaram a aparecer na alvenaria do lado sul. Ele substituiu a torre e a pequena muralha por outras de pedra, porém recuou as muralhas da ponta da mota para aliviar a pressão no morro, também colocando grandes fundações ao longo do lado sul para apoio adicional. Dentro do castelo Henrique remodelou as acomodações reais. Pedras de Bagshot Heath foram usadas na maior parte do trabalho e pedras de Bedfordshire foram utilizadas no interior.

### Século XIII

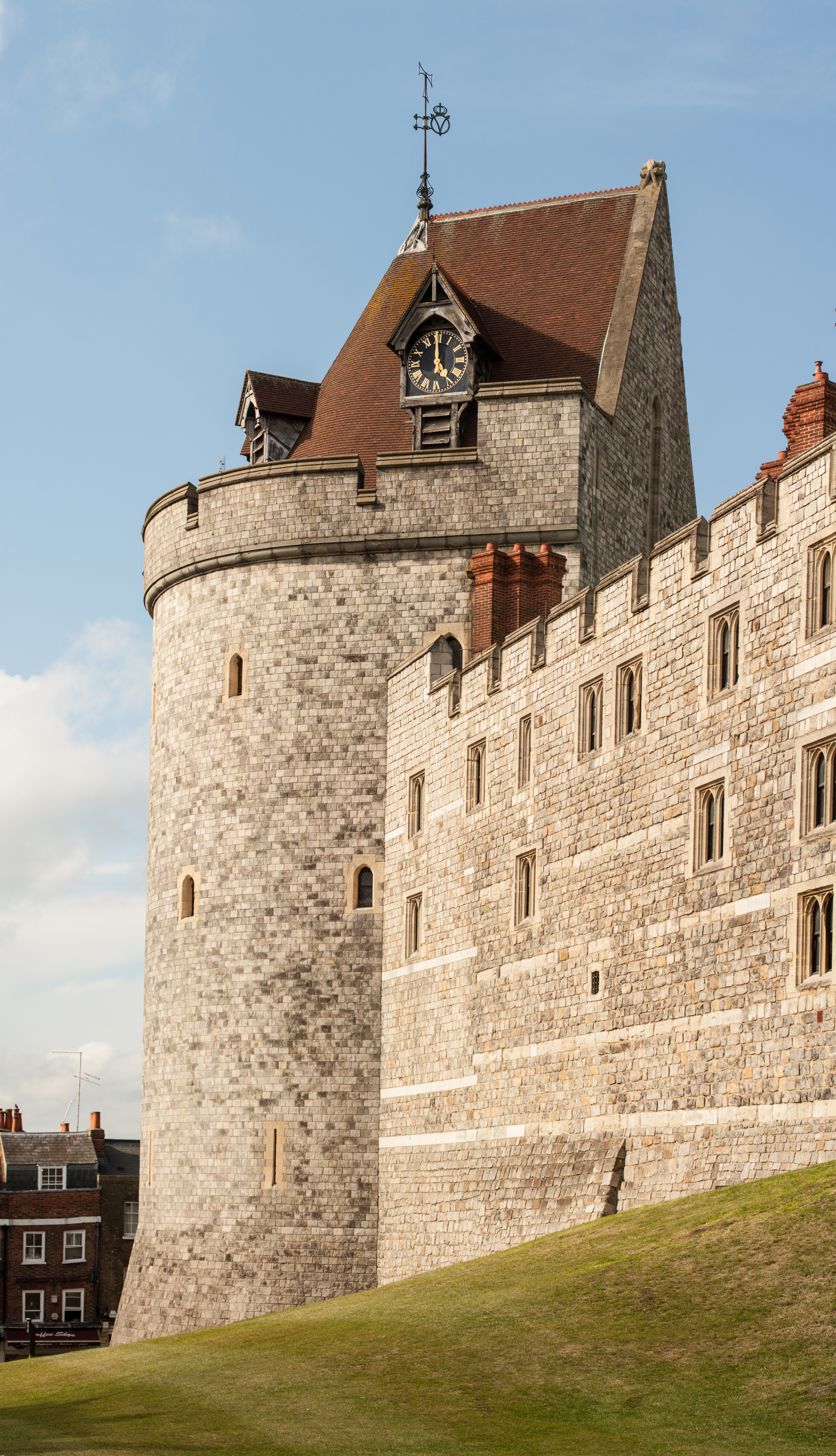
A Torre de Recolher, construída por Henrique III e reformada no século XIX.

O rei João realizou alguns trabalhos de construção em Windsor, mas principalmente nas acomodações do que nas defesas. O castelo teve um papel na Primeira Guerra dos Barões: ele foi cercado em 1214 e João o usou como sua base durante as negociações que antecederam a assinatura no ano seguinte da Magna Carta em Runnymede. O castelo foi cercado novamente em 1216 por tropas baroniais e francesas sob o comando de Hervé, Conde de Nevers, porém o condestável Engelardo de Cigogné conseguiu defendê-lo.
O dano tomado pelo castelo durante o segundo cerco foi imediatamente reparado em 1216 e 1221 por Engelardo em nome do sucessor de João, Henrique III, fortalecendo ainda mais as defesas. As muralhas da Ala Inferior foram reconstruídas em pedra, complementadas entre 1224 e 1230 por um portão no local do futuro Portão de Henrique VIII. Foram construídas três novas torres: a de Recolher, da Jarreteira e a de Salisbury. A Ala Central foi muito reforçada com uma muralha de pedra no lado sul, protegida por duas torres em cada ponta.
O Castelo de Windsor era uma das três residências favoritas de Henrique e ele investiu bastante nas acomodações reais, gastando mais em Windsor que em qualquer outra de suas propriedades. Após seu casamento com Leonor da Provença, Henrique construiu um luxuoso palácio entre 1240 e 1263 por volta do lado norte da Ala Superior. A intenção principal era que fosse usado pela rainha e seus filhos. O rei ordenou a construção de vários prédios ao longo da muralha sul da Ala Inferior para seu próprio uso, incluindo uma capela de 21 m de comprimento. Essa foi a maior capela das várias que construiu para uso próprio, sendo comparada em tamanho e qualidade com a Sainte-Chapelle em Paris. Henrique concertou o Grande Salão que ficava no canto norte da Ala Inferior, também aumentando-o com uma nova cozinha e construindo uma passagem coberta entre as duas. O trabalho de Henrique era caracterizado por conotações religiosas e ricas decorações, que acabaram formando "um dos padrões mais altos da arte medieval inglesa". A conversão custou mais de dez mil libras. A intenção era criar uma divisão entre a Ala Superior mais particular e a Ala Inferior mais voltada para a imagem pública da monarquia. Poucos trabalhos foram realizados no castelo no século XIII; o Grande Salão e a Ala Inferior foram destruídos em um incêndio em 1296, porém não foram reconstruídos.

### Século XIV

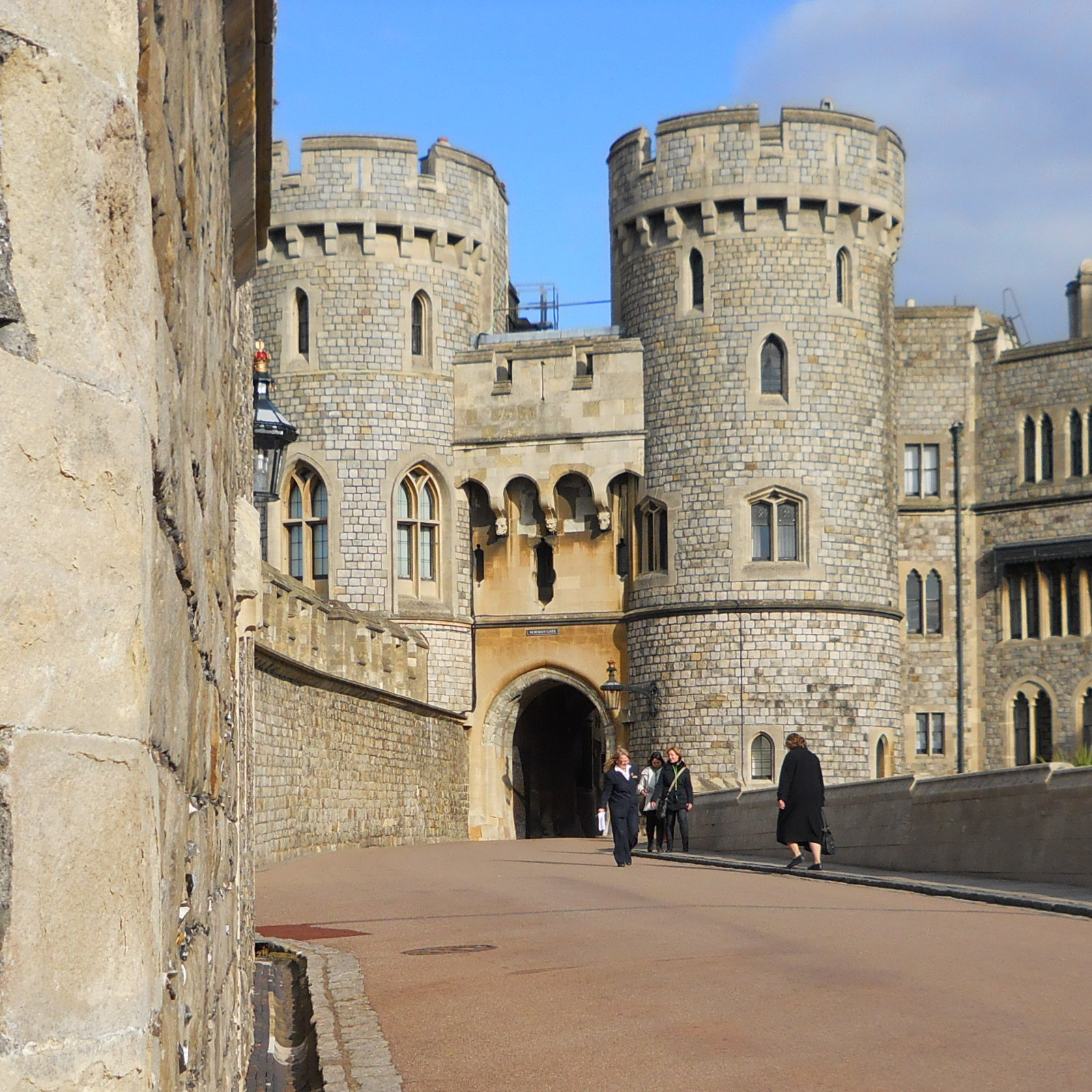
O Portão Normando, construído por Eduardo III e reformado no século XIX.

Eduardo III nasceu no Castelo de Windsor e o usou muito durante seu reinado. O rei anunciou em 1344 a fundação de uma nova Ordem dos Cavaleiros da Távola Redonda. Eduardo começou a construir um novo edifício no castelo para sediar a ordem, porém nunca foi terminado. Os crônicos o descrevem como uma edificação redonda com 61 m de diâmetro, localizada provavelmente no centro da Ala Superior. Ele abandonou a nova ordem pouco depois por motivos que permanecem desconhecidos, estabelecendo no lugar a Ordem da Jarreteira, novamente sediada no castelo e completada com os Humildes Cavaleiros de Windsor. Eduardo decidiu reconstruir Windsor como parte do processo, particularmente o palácio de Henrique III em uma tentativa de criar um castelo que fosse um símbolo de cavalaria e poder real. Ele foi influenciado tanto pelos sucessos militares de seu avô Eduardo I, quanto pelo declínio da autoridade real sob seu pai Eduardo II, querendo produzir uma inovadora "arquitetura auto-consciente, estética, forte e marcial".
Eduardo encarregou Guilherme de Wykeham da reconstrução e projeto do novo castelo, residindo em uma acomodação temporária na Torre Redonda enquanto os trabalhos eram realizados. O rei gastou 51 mil libras renovando Windsor entre 1350 e 1377; essa foi a maior quantia gasta por qualquer monarca medieval inglês em um único edifício, sendo mais de uma vez e meia a renda anual de Eduardo que era de 30 mil libras. Alguns dos custos foram pagos com o dinheiro dos resgates que ele conseguiu após suas vitórias nas batalhas de Crécy, Calais e Poitiers contra a França. O castelo já era uma edificação grande antes mesmo de Eduardo ampliá-lo, tornando o investimento ainda mais impressionante, com muito sendo gasto também em móveis. Windsor foi "o mais caro projeto de construção secular em toda Idade Média na Inglaterra".
O novo palácio de Eduardo tinha três paços ao longo do lado norte da Ala Superior, chamados de Pequeno Claustro, Claustro do Rei e Paço da Cozinha. Em frente estava a extensão do Salão de São Jorge, que combinava um novo salão com uma nova capela. Essa extensão possuía dois portões simétricos em cada ponta, o Portão da Especiaria e o Portão da Cozinha, com o primeiro sendo a entrada principal do palácio, enquanto que o segundo simplesmente dava para o pátio da cozinha. O grande salão tinha enormes janelas que tinham vista para a ala. A extensão era incomum, tendo uma linha de teto unificada com um telhado mais alto que o resto do palácio, sendo assim bem distinto. A Torre da Rosa, projetada para uso particular do rei, ficava no canto oeste da extensão. O resultado foi um "palácio grandioso e aparentemente unificado arquiteturalmente ... uniforme em todos os sentidos, como no telhado, altura das janelas, linha de cornija e nas alturas dos chãos e tetos". Com a exceção do Salão, Capela e Grande Câmara, todos os interiores possuíam uma altura e largura similar. Entretanto, as defesas serviam principalmente para exibição, possivelmente para proporcionarem uma paisagem paras as justas entre as duas metades da Ordem da Jarreteira.

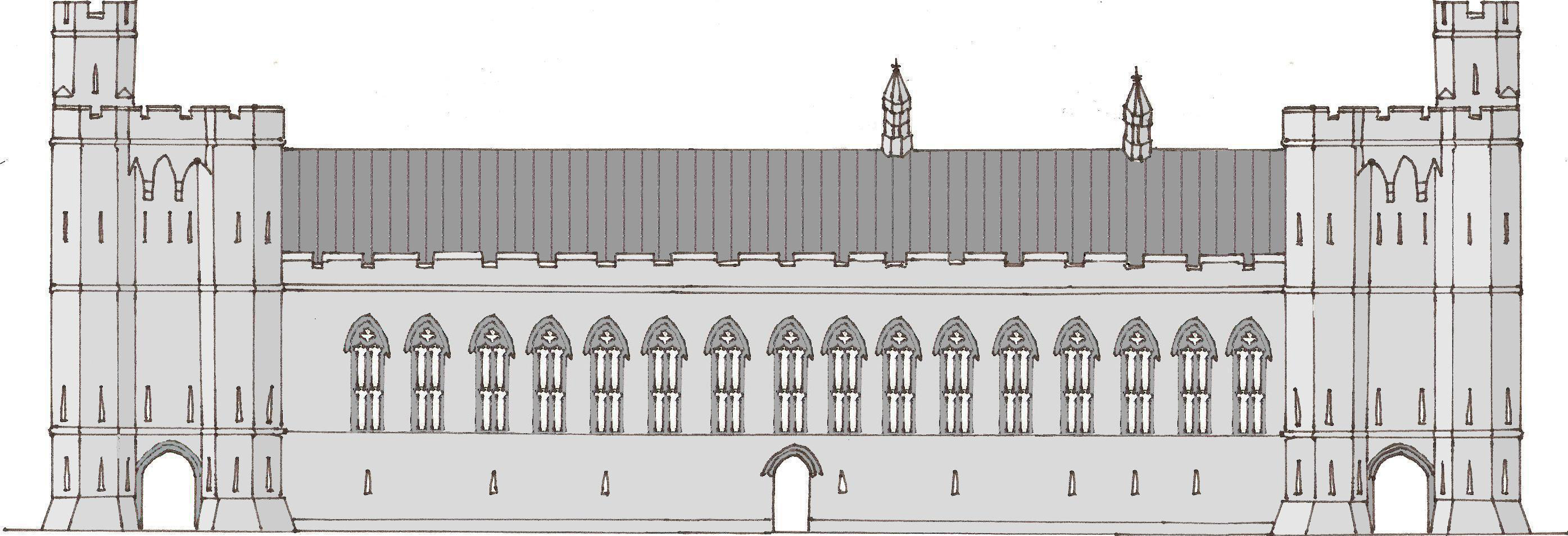
Reconstrução da extensão do Salão de São Jorge por Eduardo III. Esquerda para a direita: o Portão da Especiaria, a capela, o salão e o Portão da Cozinha.

Eduardo construiu vários alojamentos luxuosos para sua corte por volta dos cantos sul e leste da Ala Superior, criando o formato moderno do quadrângulo. O Portão Normando foi construído para proteger a entrada da ala. A capela da Ala Inferior foi expandida e remodelada com grandes construções para os canhões colocados aos seu lado. O relógio movido por peso mais antigo da Inglaterra foi instalado em 1354 pelo rei na Torre Redonda. Guilherme de Wykeham depois construiu o New College, Oxford, e o Winchester College, onde a influência de Windsor pode ser vista claramente.
O novo castelo foi usado para manter prisioneiros franceses capturados na Batalha de Poitiers em 1357, incluindo principalmente o rei João II, que foi devolvido apenas após pagamento de um grande resgate. Ricardo II, sucessor de Eduardo III, também gostava do castelo e realizou restaurações na capela de Henrique III, trabalho que ficou a cargo de Geoffrey Chaucer, diplomata e mantenedor das obras do rei.

### Século XV

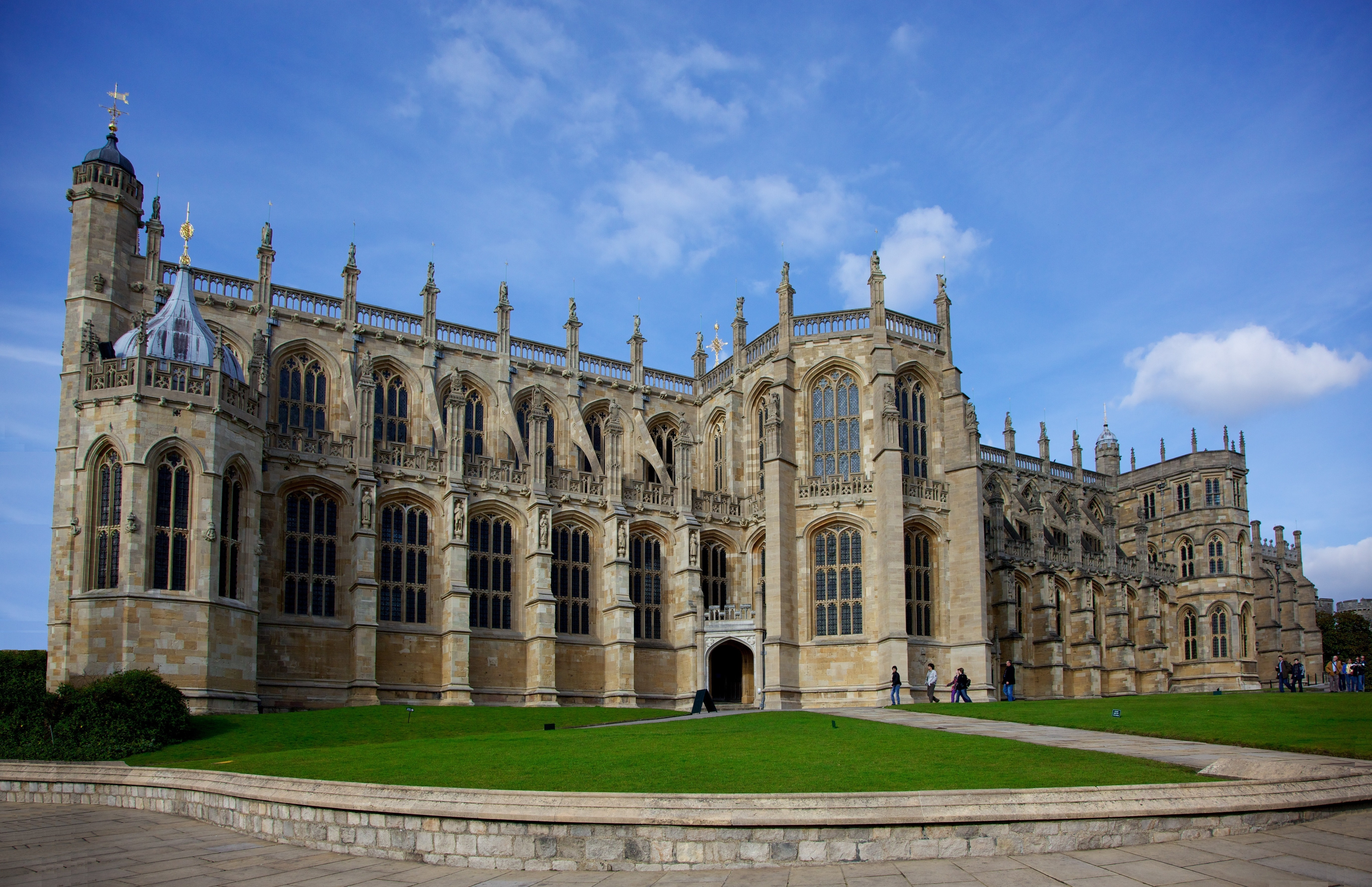
A Capela de São Jorge, construída por Eduardo IV e reformada no século XVII.

O Castelo de Windsor continuou a ser um local favorito dos monarcas ingleses no século XV, mesmo com a Inglaterra entrando em um período de violência política cada vez maior. Henrique IV tomou o castelo durante seu golpe de 1399, apesar de não ter conseguido capturar Ricardo II, que fugiu para Londres. Sob Henrique V, Windsor sediou em 1417 a visita de Sigismundo, Sacro Imperador Romano-Germânico, um enorme evento diplomático que colocou no limite as acomodações do castelo.
A Inglaterra começou a ficar cada vez mais dividida no meio do século XV entre as duas facções rivais da Casa de Lencastre e da Casa de Iorque. Castelos como o de Windsor acabaram não tendo um papel decisivo na Guerra das Rosas, que foi travada principalmente na forma de batalhas campais entre as duas forças. Henrique VI nasceu no castelo e tornou-se rei com apenas nove meses de idade. O longo período de sua minoridade junto com as tensões cada vez maiores entre os apoiadores dos Lencastre e os dos Iorque tiraram a atenção de Windsor. Os Banquetes da Jarreteira e outros eventos cerimoniais no castelo ficaram cada vez mais infrequentes e com poucas pessoas comparecendo.
Eduardo IV chegou ao poder em 1461. Quando ele capturou Margarida de Anjou, esposa de Henrique VI, ela foi trazida para Windsor para ser mantida prisioneira. Eduardo começou a reavivar a Ordem da Jarreteira e realizou um banquete luxuoso em 1472. Ele iniciou em 1475 a construção da Capela de São Jorge, demolindo vários prédios mais antigos na Ala Inferior. Eduardo, ao construir uma grande capela, estava querendo mostrar que sua nova dinastia era a governante permanente da Inglaterra, também talvez querendo deliberadamente rivalizar com uma capela similar que Henrique havia ordenado a construção no Eton College perto de Windsor. Ricardo III pouco usou o castelo antes de ser derrotado na Batalha de Bosworth Field em 1485, porém fez com que o corpo de Henrique VI fosse movido da Abadia de Chertsey em Surrey para a Capela de São Jorge a fim de permitir que peregrinos tivessem mais facilidade para visitá-lo.
Henrique VII usou Windsor muito mais. Em 1488, pouco depois de ter tomado o trono, ele realizou um grande banquete no castelo para a Ordem da Jarreteira. Ele completou o telhado da Capela de São Jorge e começou a converter a antiga capela em um proposto santuário para Henrique VI, cuja canonização era considerada iminente. Ele acabou não sendo canonizado e o projeto foi abandonado, mesmo com o santuário ainda atraindo muitos peregrinos. Henrique VII aparentemente reformou a Câmara do Rei no palácio, também reconstruindo em 1489 o teto da Grande Cozinha. Além disso ele construiu uma torre de três andares no canto oeste do palácio, que usava como seus apartamentos pessoais. Windsor também começou a ser usado nessa época para eventos diplomáticos internacionais, incluindo uma grande visita em 1506 do rei Filipe I de Castela. Edmundo de la Pole, 3.º Duque de Suffolk e um dos reivindicantes Iorque restantes ao trono, foi aprisionado no castelo durante algum tempo.

### Século XVI

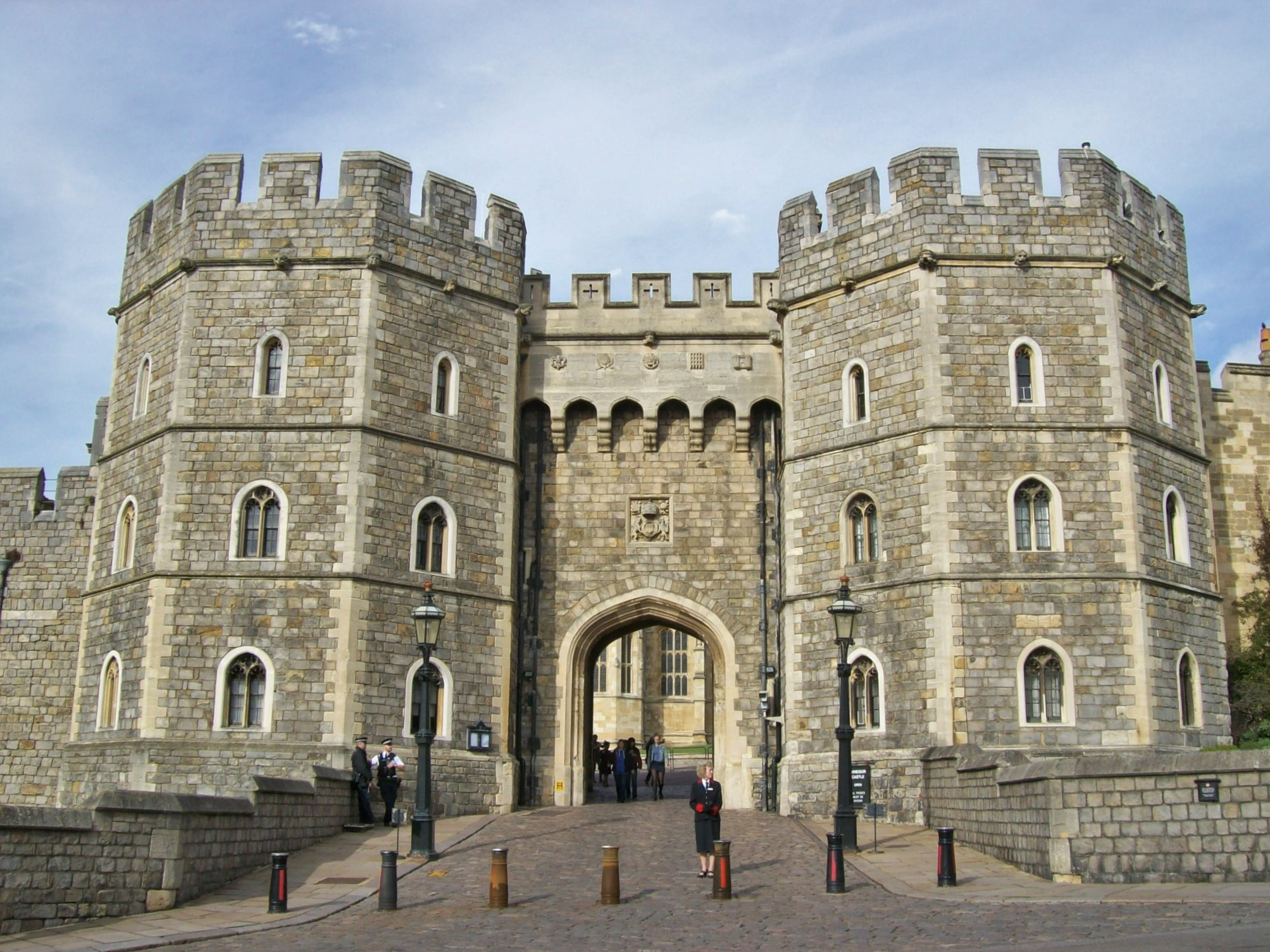
O Portão de Henrique VIII, construído para sua primeira esposa Catarina de Aragão e reformado no século XIX.

Henrique VIII gostava do Castelo de Windsor, "exercitando-se diariamente em tiro, canto, dança, luta, flexões, tocar com os gravadores, flauta e virginal para fazer canções e criar baladas" quando jovem. A tradição dos Banquetes da Jarreteira foi mantida e ficou mais extravagante; o tamanho do séquito real que visitava Windsor teve de ser restringido devido ao seu número cada vez maior. Durante a Peregrinação da Graça em 1536, um grande levante popular no norte da Inglaterra contra o governo de Henrique, o rei usou o castelo como uma base para gerir sua resposta militar. Windsor foi usado durante todo o período Tudor como um refúgio seguro no caso de algum evento perigoso em Londres.
Henrique reconstruiu o principal portão do castelo por volta de 1510 e também construiu uma quadra de tênis na base de mota da Ala Superior. Ele também construiu um grande terraço chamado Cais Norte junto da muralha exterior da Ala Superior; construído de madeira, foi projetado para dar uma vista clara do Tâmisa. O desenho incluia uma escadaria pelo lado de fora até os apartamentos do rei, que deixaram a vida do monarca muito mais confortável ao custo de ter enfraquecido a defesa do castelo. Henrique deu no início de seu reinado uma capela para o cardeal Tomás Wolsey usar como seu futuro mausoléu. Benedetto Grazzini converteu boa parte do prédio para um estilo italiano renascentista antes da queda de Wolsey, que acabou colocando um fim no projeto, com contemporâneos estimando que aproximadamente sessenta mil libras (295 milhões de libras em valores de 2008) teriam sido gastas na obra. Henrique continuou o projeto, porém estava incompleto na época de sua morte em 1547.

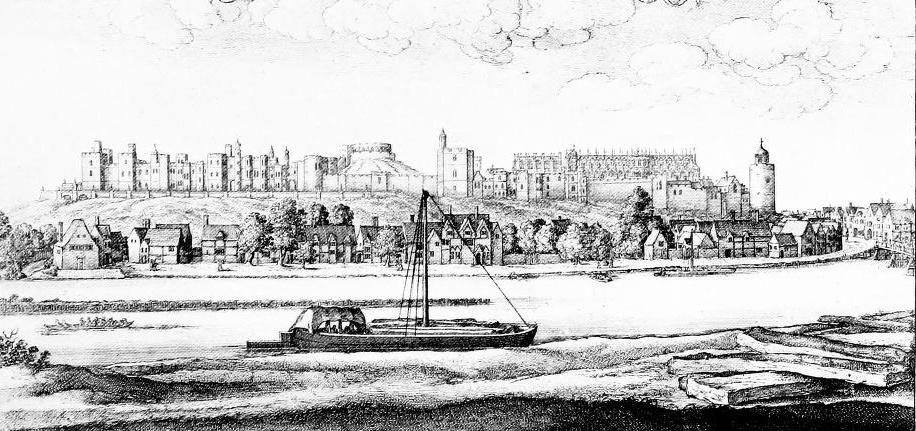
O Castelo de Windsor visto do Tâmisa em 1672, mostrando o Terraço Norte (esquerda) construído por Isabel I e a encosta íngrime para proteção ao sul.

Ao contrário, o jovem Eduardo VI não gostava do Castelo de Windsor. As crenças protestantes do rei fizeram com que as cerimônias da Jarreteira fossem simplificadas, o anual Banquete da Jarreteira foi acabado e quaisquer sinais de práticas católicas dentro da ordem foram retiradas. Durante rebeliões e crise política em 1549, Windsor foi usado novamente como refúgio para Eduardo e seu regente Eduardo Seymour, 1.º Duque de Somerset. O rei celebremente comentou enquanto ficava no castelo durante o período que "Penso que estou em uma prisão, aqui não existem galerias nem jardins para caminhar". Poucos trabalhos de construção aconteceram em Windsor durante os reinados tanto de Eduardo VI quanto de sua meia-irmã Maria I, em muitos casos usando materiais tirados de abadias inglesas. Água foi bombeada para a Ala Superior a fim de criar uma fonte. Maria também expandiu os edifícios usados pelos Cavaleiros de Windsor na Ala Inferior usando pedras da Abadia de Reading.
Isabel I passava boa parte do seu tempo em Windsor e também continuou a usá-lo como refúgio em tempos de crise, "sabendo que poderia resistir a um cerco se precisasse". Dez novos canhões de latão foram comprados para a defesa do castelo. O lugar acabou se tornando um favorito da rainha e ela passou a gastar mais dinheiro na propriedade que em seus outros palácios. Isabel realizou trabalhos de construção modestos em Windsor, principalmente vários reparos nas estruturas existentes. Ela converteu o Cais Norte em um enorme terraço de pedra permanente, complementado com estátuas, entalhamentos e uma casa de banquetes octogonal ao ar livre, elevando o canto oeste do terraço para ganhar mais privacidade. A capela foi reformada com barracas, uma galeria e um novo teto. Uma ponte foi construída sobre o fosso ao sul do castelo para facilitar o acesso ao parque. Isabel também construiu vários prédios no canto oeste da Ala Superior, do lado da torre de Henrique VII. A rainha cada vez mais usou o castelo para compromissos diplomáticos, porém o espaço continuou a ser um problema já que a propriedade simplesmente não era grande o bastante quanto outros palácios reais da época. O fluxo de visitantes estrangeiros foi retratado na peça The Merry Wives of Windsor, de William Shakespeare.

### Século XVII

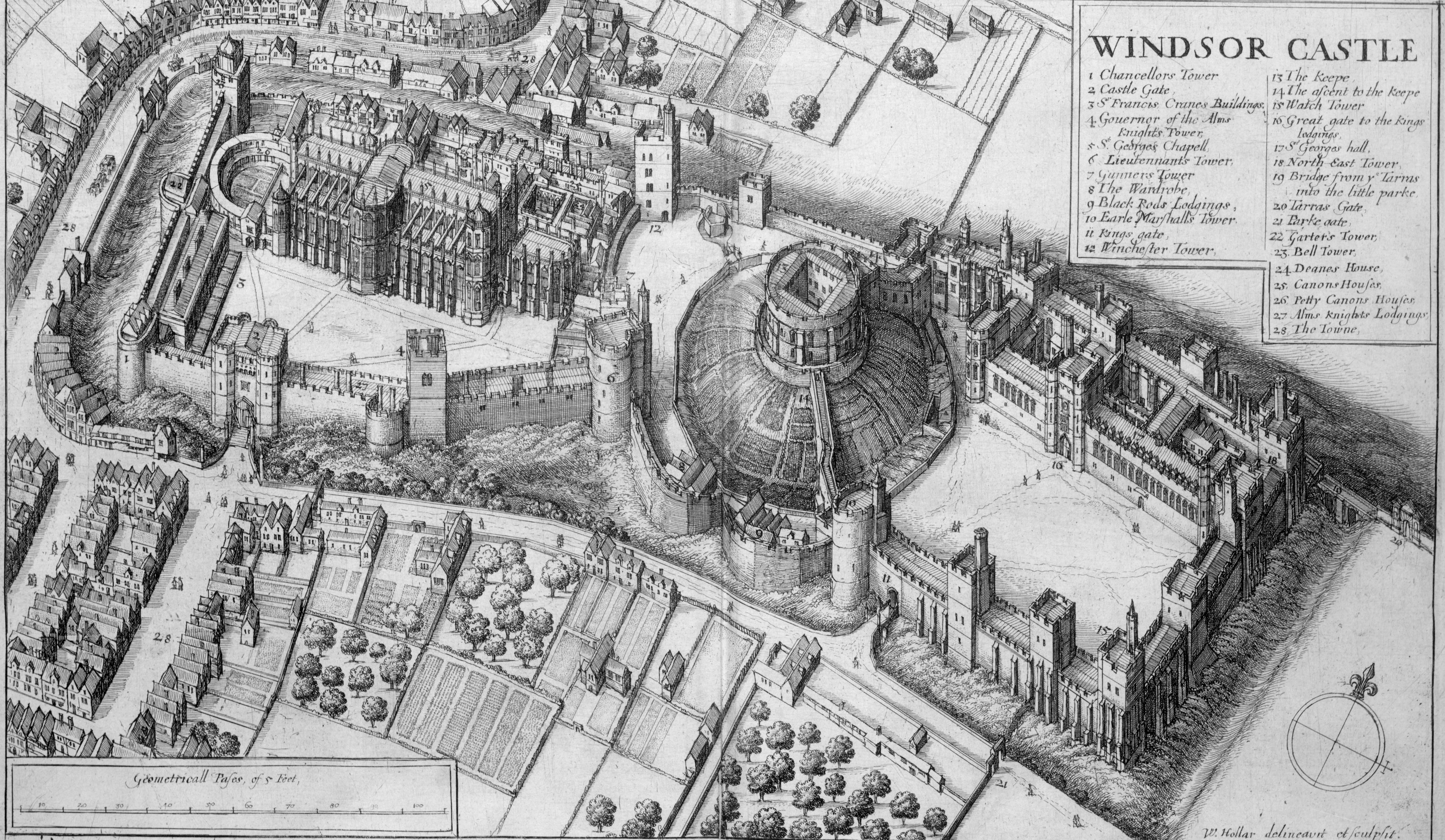
Visão área do Castelo de Windsor em 1658, por Václav Hollar, antes das reformas de Hugh May.

Jaime VI & I usou o Castelo Windsor principalmente como base de caça, uma de suas atividades preferidas, e também para socializar com seus amigos. Muitas dessas ocasiões envolviam grandes sessões de bebidas, incluindo uma com o rei Cristiano IV da Dinamarca em 1606 que ficou infame pela Europa devido ao comportamento embriagado dos dois monarcas. A falta de espaço continuou a ser um problema, com os séquitos escocês e inglês de Jaime frequentemente brigando por aposentos.
Carlos I era um conhecedor das artes e mais se concentrou nos aspectos estéticos de Windsor que seus predecessores. O rei fez o castelo inteiro ser pesquisado em 1629 por uma equipe que incluía Inigo Jones, porém pouco do trabalho recomendado foi realizado. Ele mesmo assim empregou Nicholas Stone para melhorar a galeria da capela em um estilo maneirista e construir um porão para o Terraço Norte. Christian van Vianen, um renomado ourives holandês, foi contratado para produzir uma seção barroca em ouro para o altar da Capela de São Jorge. Carlos demoliu a fonte da Ala Superior, querendo substituí-la por uma estátua ao estilo clássico.
A Guerra Civil Inglesa começou em 1642, dividindo o país entre os realistas apoiadores de Carlos e os parlamentaristas. Depois da Batalha de Edgehill em outubro, o parlamento ficou preocupado que o rei pudesse avançar até Londres. John Venn assumiu o controle do Castelo de Windsor com doze companhias de soldados a pé para proteger a rota ao longo do Tâmisa, tornando-se o governador do lugar durante toda a duração do confronto. Os conteúdos da Capela de São Jorge eram valiosos e inapropriadamente alto clero para muitas forças parlamentares. A pilhagem começou imediatamente: a cota de malha cheia de joias de Eduardo IV foi roubada, os órgãos, janelas e livros foram destruídos, a capela foi esvaziada de seus bens, incluindo os componentes da tumba inacabada de Henrique VIII. Ao final da guerra, por volta de cem quilogramas de ouro e prata haviam sido pilhadas.
O príncipe Ruperto do Reno, um dos principais generais realistas, tentou libertar Windsor em novembro. Sua pequena força de cavalaria conseguiu tomar a cidade de Windsor, porém não conseguiu subjugar as muralhas do castelo – assim, Ruperto foi forçado a recuar. Durante o inverno de 1642–3, Windsor foi convertido no quartel general de Roberto Devereux, 3.º Conde de Essex e um dos principais comandantes militares parlamentaristas. O Claustro de Ferradura foi utilizado como prisão para realistas capturados e os cônegos residentes foram expulsos. A capela de Henrique III foi transformada em um depósito de munições. A pilhagem pela guarnição mal remunerada continuou a ser um problema; quinhentos cervos reais foram mortos no Grande Parque durante o inverno e as cercas foram queimadas como lenha.
Em 1647, Carlos, então prisioneiro do parlamento, foi trazido ao castelo durante um período de agitação antes de ser levado até Hampton Court. Houve um plano realista no ano seguinte, nunca colocado em prática, para tomar Windsor. O Conselho do Exército do parlamento foi para o castelo em novembro e decidiu julgar o rei por traição. Carlos foi mantido em Windsor novamente durante as três últimas semanas de seu reinado e vida; ele foi executado em janeiro de 1649 e seu corpo foi trazido para o castelo na mesma noite durante uma nevasca, sendo enterrado sem nenhuma cerimônia na cripta de Henrique VIII e sua terceira esposa Joana Seymour na Capela de São Jorge.

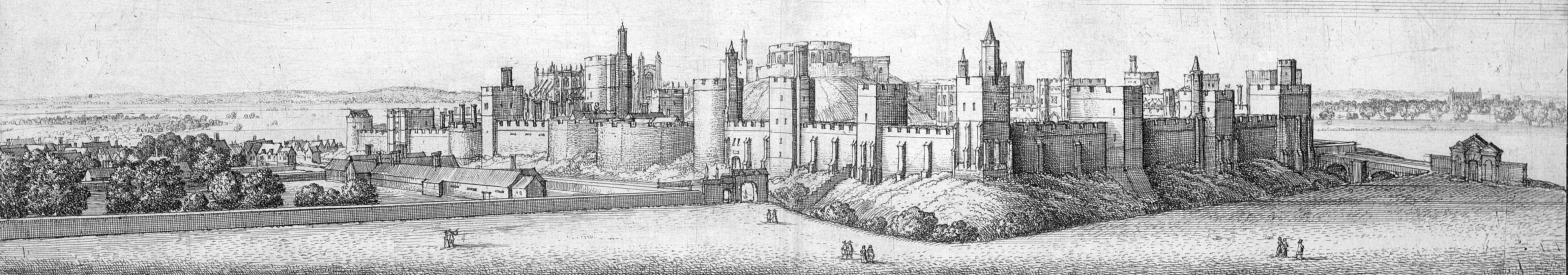
O Castelo de Windsor em 1658 por Václav Hollar, visto do sudeste. Esquerda para direita: a Ala Inferior, a Ala Central, a Torre Redonda e a Ala Superior.

A Restauração da monarquia em 1660 trouxe um período de mudanças significantes. A guerra civil e os anos de interregnum causaram grandes danos aos palácios reais ingleses. Ao mesmo tempo os "requerimentos funcionais, padrões de movimento, meios de transporte, gosto estético e padrões de conforto" entre os círculos reais estavam mudando as qualidades necessárias para um palácio bem sucedido. Windsor foi a única residência real a ser modernizada completamente por Carlos II nos anos da restauração.
Entretanto, posseiros haviam ocupado o castelo durante o interregnum. Como resultado, a "casa do Rei estava em ruínas; o fanático, o gatuno e o posseiro tinham trabalhado ... Indigentes haviam invadido muitas das torres e gabinetes". Carlos nomeou em 1668 o príncipe Ruperto, um de seus parentes restantes, como o Condestável do Castelo de Windsor. Ele imediatamente começou a reorganizar as defesas, concertando a Torre Redonda e reconstruindo a quadra de Jogo de palma. O rei tentou repovoar o Grande Parque de Windsor com cervos trazidos da Germânia, porém eles nunca recuperaram o número que tinham antes da guerra. Ruperto criou aposentos para si mesmo na Torre Redonda, decorados com um número "extraordinário" de armas e armaduras, com câmaras interiores "cobertas por tapeçarias, imagens curiosas e efeminadas".

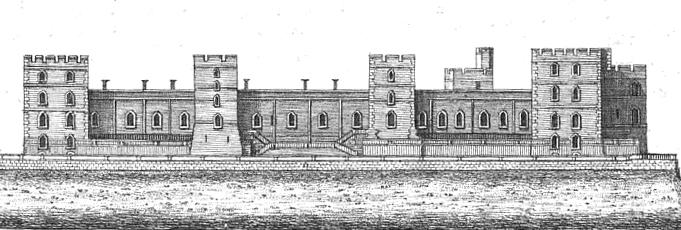
A Ala Superior vista do leste após os trabalhos de reconstrução de Hugh May. Na frente está o novo Terraço Leste feito pelo arquiteto.

Carlos foi muito influenciado pelos trabalhos do rei Luís XIV de França, imitando o desenho francês na Casa de Winchester e no Hospital Real de Chelsea, Londres. O rei criou em Windsor "os interiores barrocos mais extravagantes jamais feitos na Inglaterra". Muitos dos trabalhos de construção foram pagos com o aumento das rendas reais da Irlanda na década de 1670. A etiqueta da corte francesa da época exigia uma série de aposentos enfileirados para satisfazer o protocolo; a necessidade de espaço fez o arquiteto Hugh May expandir o Terraço Norte, reconstruindo-o e ampliando-o. O novo edifício foi chamado de Prédio da Estrela porque Carlos colocou uma enorme estrela da Jarreteira em um dos lados. May derrubou e reconstruiu as paredes do salão e da capela de Eduardo III, incorporando janelas maiores enquanto mantinha a altura e dimensões do edifício medieval. Apesar do castelo ter ficado grande o bastante para acomodar a corte inteira, ele não foi construído com câmaras para o Conselho do Rei, ao contrário do Palácio de Whitehall. Ao invés disso, Carlos aproveitou as novas e boas estradas surgindo ao redor de Windsor para realizar os encontros do conselho em Hampton Court enquanto estava no castelo. O resultado tornou-se um exemplo para prédios reais nos 25 anos seguintes. O resultado da obra de May mostrava uma inclinação medieval; mesmo às vezes sendo criticado por sua "monotonia", a reconstrução do arquiteto era amigável com o antigo Windsor enquanto deliberadamente tentava criar uma versão austera do século XVII de um castelo "neo-normando".
Guilherme III & II contratou Nicholas Hawksmoor e sir Christopher Wren para realizarem uma enorme remodelação da Ala Superior no estilo clássico, porém a morte do rei fez com que os planos fossem cancelados. A rainha Ana gostava do castelo e tentou resolver a falta de jardins ao instruir Henry Wise a começar trabalhos no Jardim Maestricht abaixo do Terraço Norte, porém nunca foram completados. Ana também criou uma pista de corridas para cavalos em Ascot e começou a tradição da procissão Ascot Real partindo do castelo.

### Século XVIII

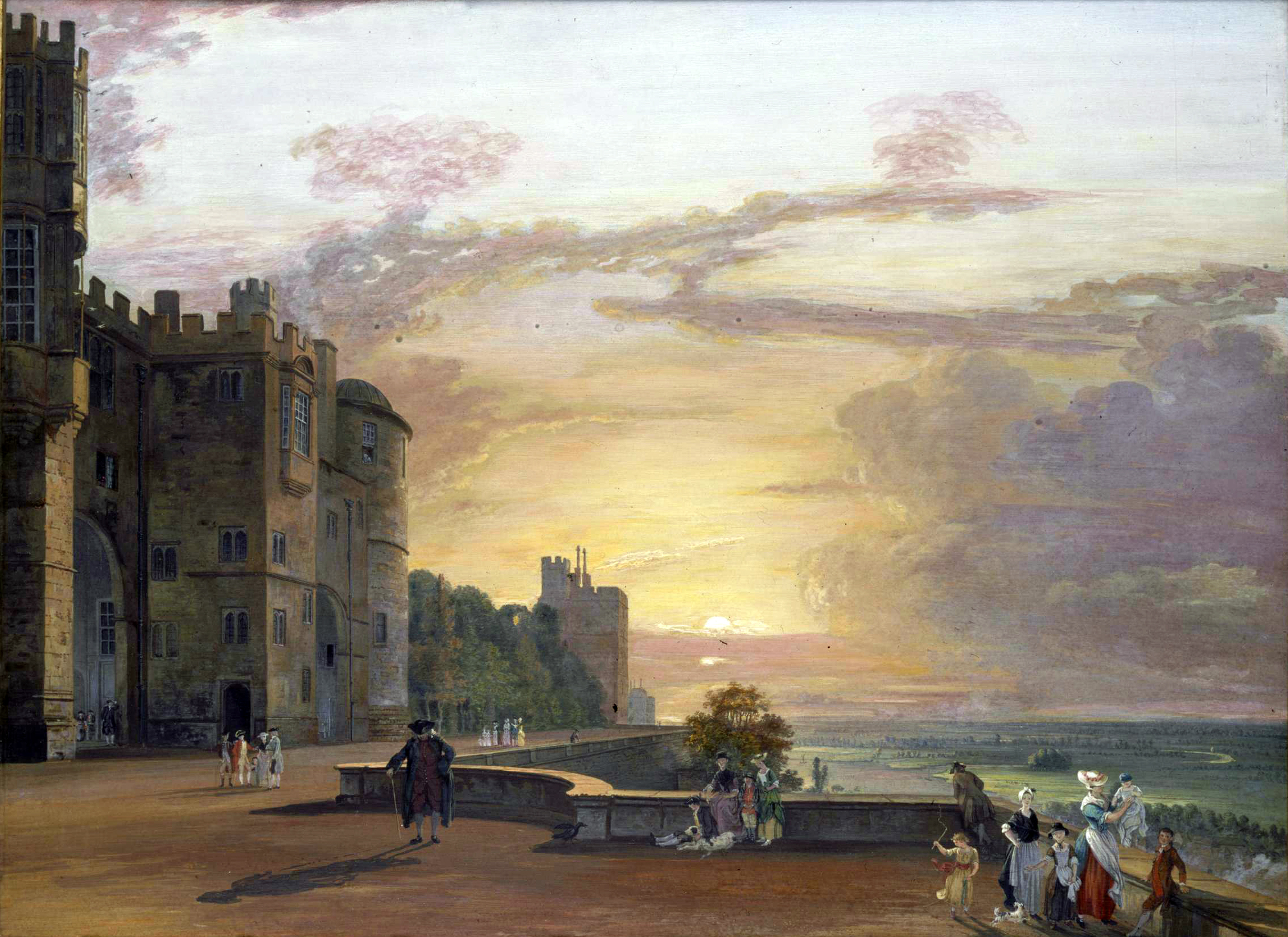
O pôr do sol no Terraço Norte c. 1790, por Paul Sandby. No Museu Vitória e Alberto.

Jorge I pouco se interessava por Windsor, preferindo seus outros palácios de St. James. Hampton Court e Kensington. Jorge II também raramente usava o castelo, preferindo Hampton Court. Muitos dos apartamentos na Ala Superior eram dados como privilégios de "graça e favor" para o uso de viúvas importantes ou amigos da coroa. O príncipe Guilherme, Duque de Cumberland, foi quem mais usou a propriedade em sua capacidade de Guardião do Grande Parque de Windsor. O Castelo de Windsor acabou tornando-se uma atração turística por volta da década de 1740; ricos visitantes que podiam pagar ao guardador do castelo podiam entrar, ver curiosidades como o chifre de narval e comprar os primeiros livros de guia para Windsor produzidos por George Bickham em 1753 e Joseph Pote em 1755. Enquanto a condição dos Apartamentos de Estado deterioravam, até mesmo o público normal conseguia visitar regularmente o local.
Jorge III mudou isso ao chegar no trono em 1760. Ele não gostava de Hampton Court e foi atraído pelo parque nos arredores de Windsor. O rei queria mudar-se para a Casa do Guardião dentro do castelo, porém seu irmão o príncipe Henrique, Duque de Cumberland e Strathearn, já estava vivendo lá e recusou-se a sair. Ao invés disso, Jorge acabou se mudando para o Chalé Superior, posteriormente chamado de Chalé da Rainha, começando um longo processo de renovação no castelo e nos parques próximos. A atmosfera do castelo permaneceu inicialmente bem informal, com as crianças reais brincando nas alas Superior e Inferior, e a família real frequentemente era vista caminhando pela propriedade. Entretanto, com o passar do tempo o acesso aos visitantes ficou mais limitado.
O gosto arquitetural de Jorge mudou com os anos. Ele gostava de algo mais clássico quando jovem, principalmente os estilos palladianos, porém veio a gostar de um estilo mais gótico, consequência do palladianismo ficar saturado e mal utilizado, e pelo gótico ter passado a ser visto como um desenho inglês mais honesto e nacional depois da Revolução Francesa. O rei trabalhou junto com o arquiteto James Wyatt tentando "transformar o exterior dos edifícios na Ala Superior em uma palácio gótico, enquanto mantinha a personalidade dos aposentos de estado de Hugh May". O lado de fora dos prédios foram convertidos para o gótico, incluindo novas ameias e torreões. Trabalhos de conservação foram realizados no lado de dentro, com vários novos aposentos sendo construídos, incluindo uma escadaria gótica para substituir a versão do século anterior feita por May, complementada pelo teto Grande Vestíbulo acima. Novas pinturas foram compradas para o castelo e coleções de outros palácios foram levadas para Windsor pelo rei. O custo das obras ficou em mais de 150 mil libras (cem milhões de libras em valores de 2008). Jorge também realizou vários trabalhos no Grande Parque, estabelecendo as fazendas de Norfolk e Flamenga, criando duas novas leiteiras e restaurando o lago, gruta e o folly de Virginia Water.
Windsor tornou-se um lugar de confinamento no final desse período. O rei ficou doente pela primeira vez em 1788 durante um jantar no castelo; diagnosticado como sofrendo de loucura, ele foi levado para o Palácio de Kew, onde acabou se recuperando temporariamente. Depois de pequenos lapsos em 1801 e 1804, sua condição tornou-se permanente a partir de 1810 e Jorge foi confinado nos Apartamentos de Estado de Windsor, com os trabalhos de construção no castelo parando no ano seguinte.

### Século XIX

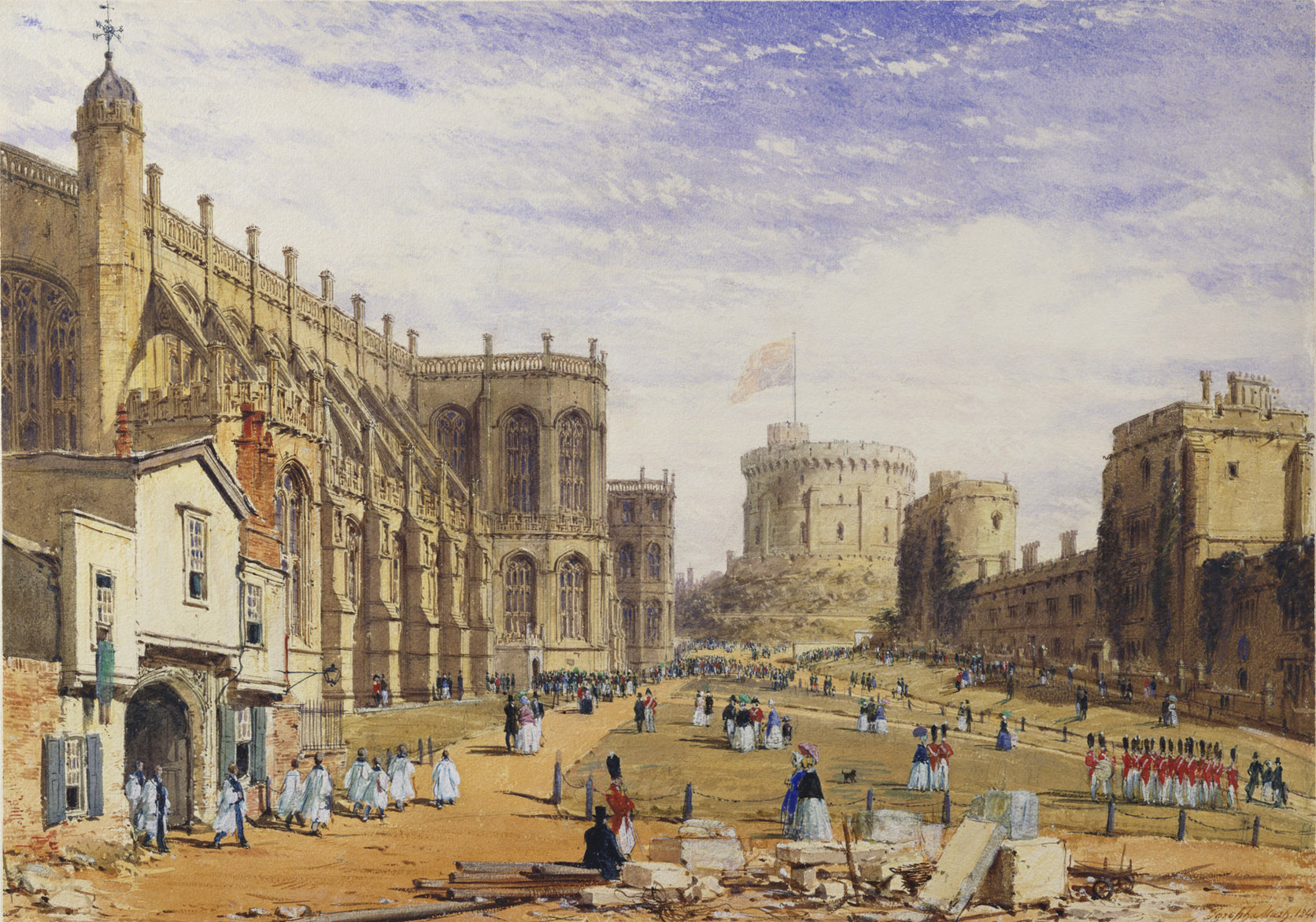
A Ala Inferior em 1848 por Joseph Nash, mostrando os Cavaleiros Militares indo para a capela em uma manhã de domingo.

Jorge IV chegou ao trono em 1820 querendo criar um conjunto de palácios que refletiam sua riqueza e influência como governante de um Reino Unido cada vez mais poderoso. Suas residências anteriores, a Casa Carlton e o Pavilhão Real de Brighton, eram muito pequenas para os grandes eventos da corte, mesmo depois de ampliações. Jorge expandiu o Chalé Real no parque enquanto ainda era Príncipe Regente e depois iniciou um programa de trabalhos para modernizar Windsor assim que se tornasse rei.
Jorge persuadiu o parlamento a aprovar trezentas mil libras (245 milhões de libras em valores de 2008) para a reforma. Sob a orientação do conselheiro real Charles Long, o arquiteto Jeffry Wyatville foi selecionado e as obras começaram em 1824. As próprias preferências do arquiteto ficavam na arquitetura gótica, porém Jorge, que havia liderado uma volta do estilo rococó na Inglaterra na Casa Carlton, preferia uma mistura de períodos e estilos e aplicou seu gosto a Windsor. Os terraços foram fechados para visitas a fim de maior privacidade e o exterior da Ala Superior foi todo remodelado para a sua aparência atual. A Torre Redonda teve seu altura elevada para criar uma aparência mais dramática; muitos dos aposentos dos Apartamentos de Estado foram reconstruídos ou reformados, com várias torres sendo criadas, muito mais altas que as anteriores. A extensão sul da ala foi reconstruída para dar acomodações mais privadas ao rei, longe dos aposentos de estado. A estátua de Carlos II foi tirada da Ala Superior e levada para a base da mota. Sir Walter Scott, 1.º Baronete, capturou a visão contemporânea ao escrever que a obra mostrava "uma grande quantidade de gosto e sentimento pela arquitetura gótica"; comentaristas modernos, incluindo Carlos, Príncipe de Gales, criticaram o trabalho de Wyatville como um ato de vandalismo com os desenhos de May. O trabalho não estava acabado quando Jorge morreu em 1830, porém estava praticamente finalizado quando Wyatville morreu dez anos depois. A quantia total gasta aumentou para a colossal marca de um milhão de libras (817 milhões de libras em valores de 2008) no final do projeto.

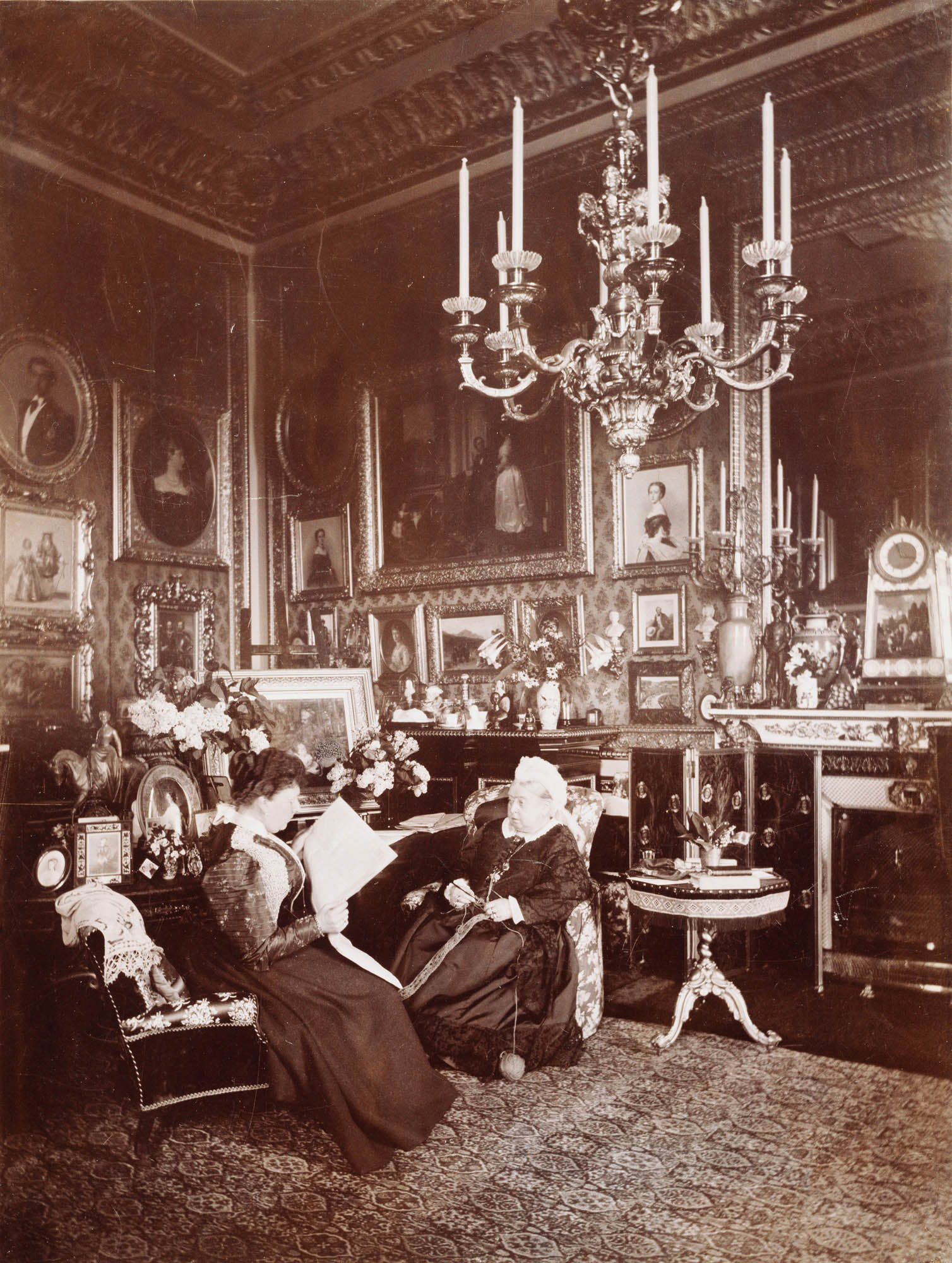
Vitória e a princesa Beatriz na Sala de Estar da Rainha em 1895. Fotografia por Mary Steen.

A rainha Vitória e o príncipe Alberto de Saxe-Coburgo-Gota fizeram do Castelo de Windsor sua principal residência real, mesmo com ela reclamando no início de seu reinado que o lugar era "tedioso e cansativo" e "como uma prisão", preferindo as residências de Osborne e Balmoral nas férias. O crescimento do Império Britânico e as relações dinásticas de Vitória com a Europa fizeram de Windsor um local de encontro para muitas visitas diplomáticas e de estado, auxiliadas pelas novas ferrovias e barcos a vapor do período. É considerado que o castelo alcançou o seu pico social durante a era vitoriana, iniciando o envio de convites para figuras proeminentes "jantarem e dormirem" em Windsor. A rainha prestou muita atenção nos detalhes de como o castelo era administrado, incluindo o procedimento dos eventos sociais. Poucos visitantes achavam confortáveis tais ocasiões, tanto pelo desenho do castelo quanto pela excessiva formalidade real. Alberto morreu no Salão Azul em 1861 e foi enterrado no Mausoléu Real construído em Frogmore, dentro do Home Park. Os aposentos do príncipe foram mantidos exatamente como estavam no momento de sua morte e Vitória manteve o castelo em estado de luto por muitos anos, ficando conhecida como a "Viúva de Windsor", um apelido popularizado pelo famoso poema de Rudyard Kipling. A rainha evitou usar o Palácio de Buckingham após a morte de Alberto e acabou por usar Windsor como sua residência ao conduzir negócios oficiais perto de Londres. Ao final de seu reinado, peças e outras formas de entretenimento lentamente começaram a voltar para o castelo, acomodando o desejo da rainha por entretenimento e sua relutância de ser vista em público.
Várias pequenas alterações foram feitas na Ala Superior com Vitória. Anthony Salvin reconstruiu a grande escadaria de Wyatville e Edward Blore construiu uma nova capela particular dentro dos Apartamentos de Estado. Salvin também reconstruiu o Salão de Jantar de Estado após um incêndio em 1853. Ludwig Gruner ajudou no projeto da Câmara de Audiências Particular da Rainha. Blore e Salvin também realizaram grandes trabalhos na Ala Inferior sob a direção do príncipe Alberto, incluindo os Cem Degraus que levam até a cidade de Windsor, reconstruindo as torres da Jarreteira, Recolher e Salisbury, os alojamentos dos Cavaleiros Militares e criando uma nova guarita. George Gilbert Scott reconstruiu o Claustro da Ferradura na década de 1870. O Portão Normando foi convertido em uma moradia para sir Henry Ponsonby. Windsor não recebeu muitas das melhorias que vieram com a época, já que a rainha não gostava de luz de gás, preferindo velas; luz elétrica foi instalada no final de seu reinado em apenas algumas partes do castelo. O lugar tinha fama de friou e airoso durante o período, porém era conectado a um reservatório ali perto e a água foi bombeada para o interior do castelo pela primeira vez.
Muitas das mudanças feitas por Vitória eram no parque e seus prédios. A Leiteria Real em Frogmore foi reconstruída em 1853 em um estilo jacobitano; a Leiteria de Jorge III foi reformada em 1859 no estilo renascentista; a Fazenda Flamenga Jorgiana foi reconstruída e a Fazenda Norfolk foi renovada. Novas árvores foram plantadas no Longo Passeio para substituir aquelas que foram perdidas em uma praga. O Decreto de Aproximação da Cidade e Castelo de Windsor foi aprovado pelo parlamento em  1848, permitido o fechamento e o desvio de antigas estradas que anteriormente passavam pelo parque até Datchet e Velha Windsor. Essas mudanças permitiram que a família real fechasse uma grande área do parque para formar o Home Park particular com nenhuma via pública passando. A rainha deu direitos adicionais para o acesso público ao resto do parque como parte do acordo.

### Século XX
Eduardo VII chegou ao trono em 1901 e começou a modernizar Windsor com "entusiasmo e gosto". Muitos dos aposentos da Ala Superior foram organizados e redecorados pela primeira vez em anos, com o rei "perscrutando armários; vasculhando gavetas; limpando aposentos usados pelo Príncipe Consorte e intocados desde sua morte; mandando caixas carregadas de relíquias e ornamentos para uma sala especial na Torre Redonda ... destruindo estátuas e bustos de John Brown ... jogando fora centenas de 'fotografias coloridas antigas e empoeiradas' ... [e] rearrumando as fotos". Luz elétrica foi colocada em mais aposentos, permitindo um sistema de aquecimento central; linhas telefônicas foram instaladas junto com garagens para os recém inventados automóveis. A maratona saiu do castelo nos Jogos Olímpicos de 1908 e o aviador Thomas Sopwith pousou uma aeronave em Windsor pela primeira vez em 1911.
Jorge V continuou o processo de gradual modernização com a ajuda de sua esposa Maria de Teck, que se interessava muito por mobílias e decoração. A rainha procurou itens de mobília que haviam sido perdidos ou vendidos do castelo e os readquiriu, incluindo muitos dispensados por Eduardo VII, e adquiriu novas obras de arte para decorar os aposentos de estado. Maria também era uma amante de miniaturas e uma casa de boneca especial foi criada para ela, projetada pelo arquiteto Edwin Lutyens e mobiliada pelos principais artesãos e projetistas da década de 1930. Jorge comprometeu-se a manter um alto padrão para a vida da corte em Windsor, adotando o lema de que tudo deveria ser "do melhor". Uma grande equipe de funcionários ainda era mantida no castelo, com por volta de 650 criados trabalhando na propriedade durante o período. Enquanto isso durante a Primeira Guerra Mundial, o sentimento anti-germânico fez a família real abandonar seu nome dinástico da germânica Casa de Saxe-Coburgo-Gota; o rei decidiu tirar o novo nome do castelo, e dessa forma a família real britânica tornou-se em 1917 a Casa de Windsor.
Eduardo VIII passou muito pouco de seu reinado em Windsor. Ele continuou passando a maior parte de seu tempo em Forte Belvedere no Grande Parque, onde tinha vivido enquanto era Príncipe de Gales. Eduardo criou um pequeno aeródromo no castelo em Smith's Lawn, atualmente usado como campo de golfe. Seu reinado foi curto e ele transmitiu seu discurso de abdicação para o Império Britânico do castelo em dezembro de 1936, adotando o título de Duque de Windsor. Seu sucessor foi seu irmão Jorge VI, que também preferia sua antiga casa, o Chalé Real também no Grande Parque, porém acabou mudando-se para o castelo com sua esposa Isabel Bowes-Lyon. Como rei, ele reavivou o anual Serviço da Jarreteira em Windsor, baseando-se em relatos de Elias Ashmole das cerimônias do século XVII, porém mudou sua data para a Semana Ascot em junho.
Com o início da Segunda Guerra Mundial em 1939 o castelo foi preparado para condições de tempos de guerra. Muitos dos funcionários do Palácio de Buckingham foram transferidos para Windsor, a segurança foi reforçada e as janelas foram tampadas. Houve uma grande preocupação que o castelo pudesse ser danificado ou destruído durante o conflito; as obras de arte mais importantes foram removidas por questões de segurança, os valiosos candelabros foram abaixados até o chão em caso de bombardeios e uma série de pinturas foram encomendadas a John Piper entre 1942–4 a fim de registrar a aparência de Windsor. O rei e a rainha junto com suas filhas, as princesas Isabel e Margarida, viveram no castelo, com os telhados acima de seus aposentos sendo especialmente fortalecidos em caso de ataque. Jorge e Isabel iam diariamente a Londres, voltando para o castelo para dormirem, apesar disso ter sido mantido em segredo durante a época, já que por questões de propaganda e moral era afirmado que o rei e a rainha ainda estavam residindo em tempo integral no Palácio de Buckingham. O rei voltou com os eventos de "jantar e dormir" em Windsor depois da guerra, logo depois de comentários que o local havia se tornado "quase como um museu vasto e vazio"; mesmo assim, anos se passaram até que o castelo voltasse para sua condição pré-guerra.
Isabel II chegou ao trono em fevereiro de 1952 e decidiu fazer de Windsor seu principal retiro de fim de semana. Os apartamentos particulares que não eram ocupados propriamente desde a época de Maria de Teck foram renovados e modernizados, com a rainha, o príncipe Filipe, Duque de Edimburgo, e seus dois filhos se mudando. Entretanto, havia uma evidente deterioração na qualidade da Ala Superior por volta da década de 1990, particularmente nos Apartamentos de Estado. Gerações de reparos e substituições resultaram em uma "diminuição da riqueza em que haviam sido primeiramente decorados", um "atrito gradual do efeito da vibração original, já que cada mudança repetia uma versão mais desvanecida da anterior". Começou em 1988 um programa de reparos para substituir o aquecimento e a fiação da Ala Superior. Obras também foram realizadas para escorar a mota da Torre Redonda depois de uma nova substância ter sido detectada em 1988, ameaçando ruir o edifício.

#### Incêndio de 1992

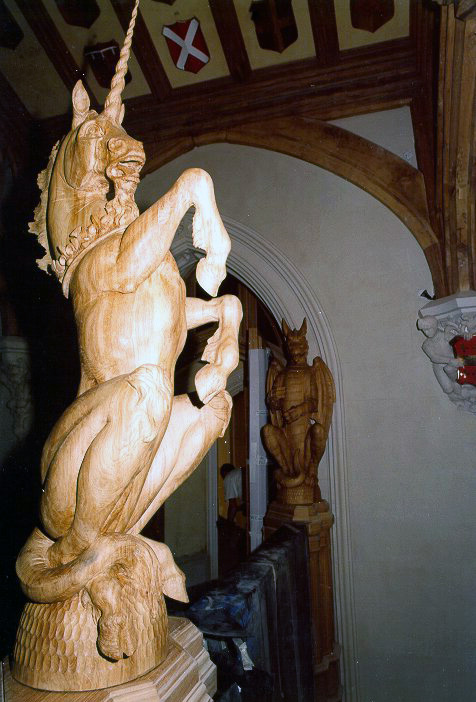
Um unicórnio entalhado por Ben Harms e Ray Gonzales para substituir os entalhamentos destruídos pelo incêndio de 1992.

Um grande incêndio ocorreu no Castelo de Windsor em 20 de novembro de 1992, durando quinze horas e causando enormes danos na Ala Superior. A Capela Privada no canto nordeste dos Apartamentos de Estado estava sendo renovada como parte do longo programa de reforma realizado no castelo, e acredita-se que uma das luminárias usadas nas obras incendiou pela madrugada uma das cortinas do altar. O fogo rapidamente se espalhou e destruiu nove dos principais aposentos de estado, danificando seriamente outros cem. Bombeiros jogaram água para conter as chamas enquanto os funcionários do castelo tentavam resgatar as preciosas obras de arte. Muitos dos aposentos próximos haviam sido esvaziados como parte das obras de renovação, ajudando na evacuação bem sucedida da grande maioria da coleção. O fogo se espalhou pelos vazios do telhado e os esforços para conter a chama continuaram durante a noite, um enorme risco para os duzentos bombeiros envolvidos. Foi apenas durante o final da tarde que as chamas começaram a ser controladas, apesar do fogo ter continuado pela noite até ser oficialmente declarado extinto pela manhã do dia 21. Junto com os danos causados pelo fogo e fumaça, um dos efeitos involuntários foi o dano da água, que em muitos casos causou problemas de restauração mais complexos após o incêndio.
Surgiram duas grandes questões após o incêndio. A primeira foi um debate político sobre quem deveria pagar pelos reparos. Tradicionalmente, como propriedade d'A Coroa o Castelo de Windsor era mantido, e consertado se necessário, pelo governo britânico; além disso, ele não tinha seguro como outros edifícios de estado. Entretanto, a imprensa britânica defendeu após o incêndio que a própria rainha deveria pagar pelos reparos a partir de sua renda particular. Uma solução foi encontrada em que a restauração seria paga ao abrir o Palácio de Buckingham ao público em períodos específicos do ano e pela introdução de novas tarifas para acesso público às áreas de parque ao redor de Windsor. A segunda questão era como o castelo deveria ser reparado. Alguns sugeriam que os aposentos danificados deveriam ser restaurados para sua aparência original, porém outros eram a favor de concertá-los incorporando projetos modernos. A decisão foi seguir na maior parte a arquitetura anterior com algumas alterações que refletiam os gostos e custos modernos, porém novas questões surgiram sobre se a restauração deveria ser realizada com padrão "autêntico" ou "equivalente". Métodos modernos foram empregados em Windsor para reproduzir a aparência equivalente antes do incêndio, parcialmente devido ao custo. O programa de restauração foi completado apenas em 1997, com um custo total de 37 milhões de libras (50,2 milhões de libras em valores de 2009).

### Século XXI

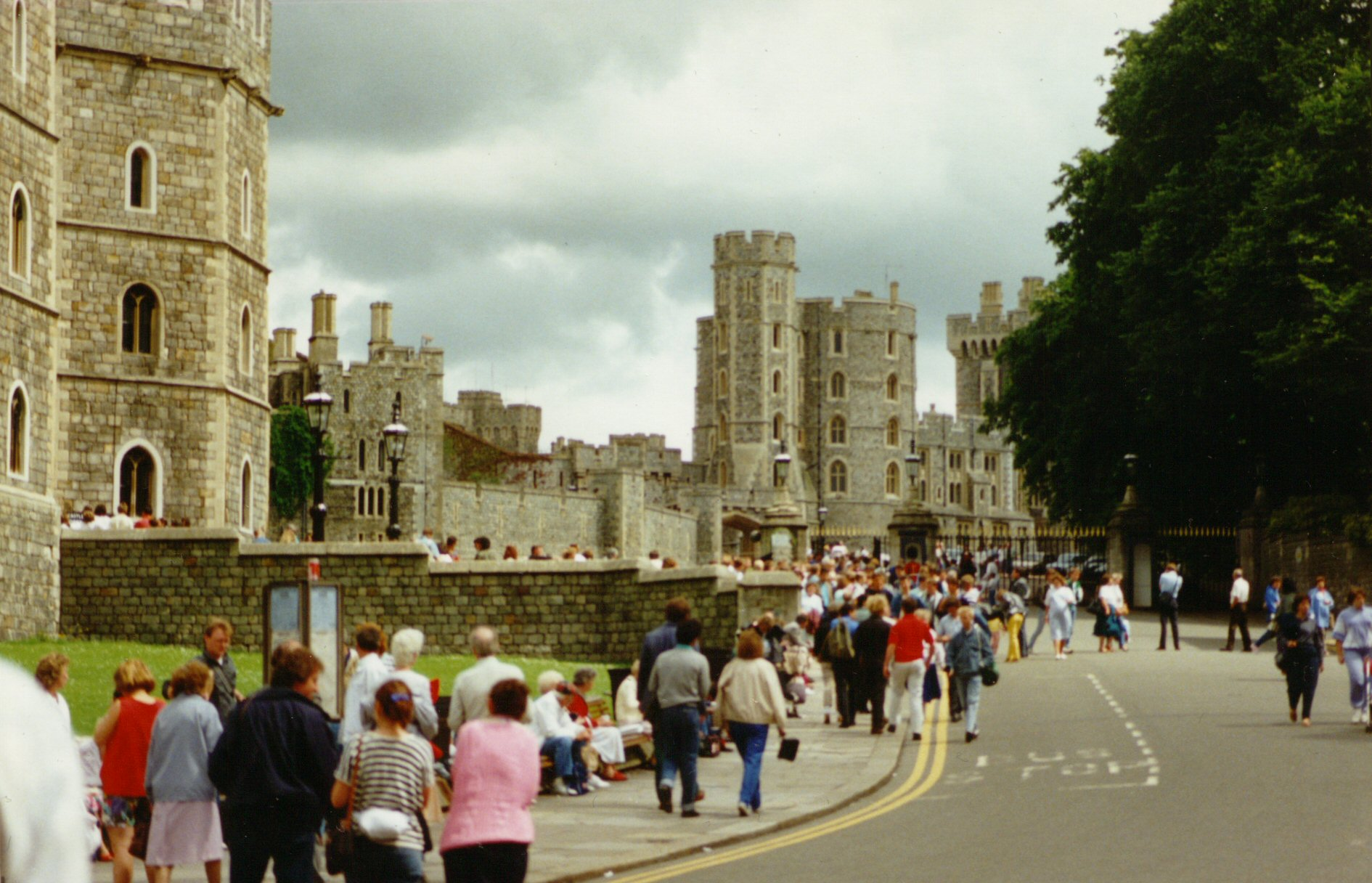
Visitantes entrando em Windsor. O castelo é uma das grandes atrações turísticas da Inglaterra.

O Castelo de Windsor pertence a Occupied Royal Palaces Estate em nome da nação, porém a administração diária fica com a Criadagem Real. Em termos de população, Windsor é o maior castelo habitado do mundo e o há mais tempo ocupado de toda a Europa, porém também ainda serve como uma residência real em funcionamento. Por volta de quinhentas pessoas vivem e trabalham no castelo. Isabel tem cada vez mais usado Windsor como palácio real e como sua casa de fim de semana, e hoje ele é frequentemente usado para banquetes de estado e entretenimento oficial igual o Palácio de Buckingham. Recentemente, o lugar recebeu visitas do presidente Thabo Mbeki da África do Sul, do rei Abdullah II da Jordânia e do presidente Jacques Chirac da França. O castelo ainda permanece como um importante local cerimonial. A cerimônia de Waterloo ocorre anualmente na presença da rainha, como a também anual cerimônia da Ordem da Jarreteira ocorrendo na Capela de São Jorge. Quando Isabel está em residência, a cerimônia da Guarda Montada ocorre todos os dias. A procissão da Ascot Real deixa o castelo todos os anos durante o encontro.
Muito foi feito durante o reinado de Isabel, não apenas para restaurar e manter a estrutura do prédio, mas também para transformá-lo em uma grande atração turística, contendo uma parte significativa da Royal Collection, que é administrada do castelo. Trabalhos arqueológicos continuaram a ser realizados no castelo, seguindo das investigações limitadas da década de 1970, pesquisando ao redor da Torre Redonda entre 1988–92 e investigações após o incêndio de 1992. Em 2007, 993 mil turistas visitaram Windsor. Duas turbinas hidráulicas foram instaladas no Tâmisa para gerar energia hidráulica para o castelo e às propriedades próximas.

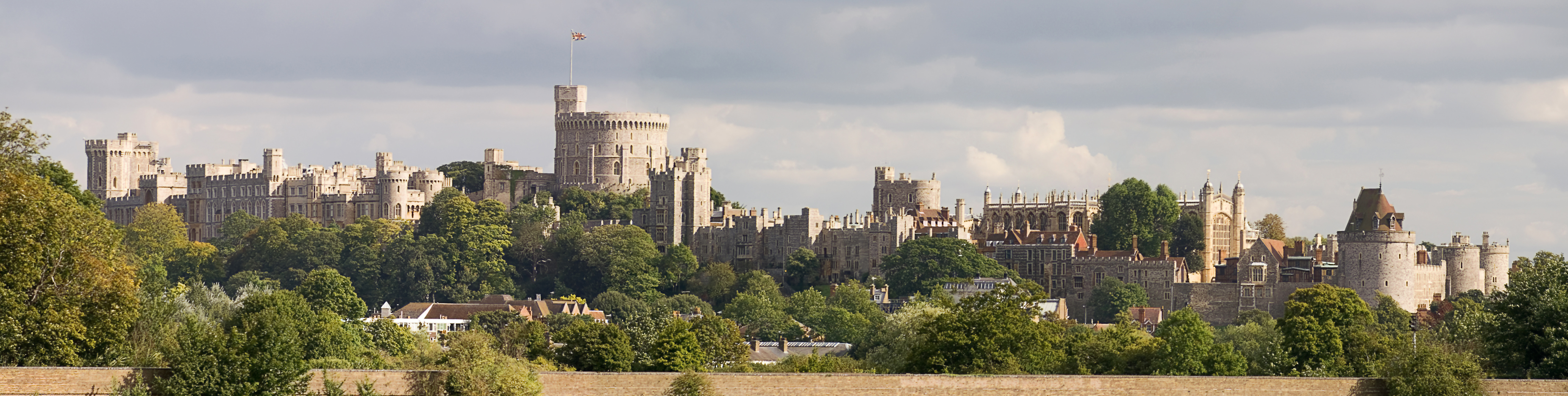
O Castelo de Windsor visto do norte. Esquerda para direita: a Ala Superior, a Ala Central, a Torre Redonda, a Capela de São Jorge, a Ala Inferior e a Torre de Recolher.